# 日產Sunny
日產Sunny（英語：Nissan Sunny，日语：日産・サニー）是由日本日產汽車於於1966年至2004年期間生產的小型車或轎車，歷經九代的車型變革，日本市場於2004年開始改由日產Tiida及日產Sylphy後繼。臺灣裕隆汽車正式翻譯為「速利」，在中國大陸的正式翻譯則為「陽光」，在港澳的正式翻譯則為「生力」或「先力」。此款車在日本及亞洲、大洋洲市場的對手為三菱藍瑟、豐田卡羅拉、本田思域、馬自達323、速霸陸Impreza。

## 歷史

### 第一代B10型系（1966年-1969年）
1960年代的日本正值經濟社會高度成長，日產為了不在個人化用車的潮流中缺席，且不希望讓豐田Publica車系一枝獨秀，遂於1966年發表搭載1.0L引擎並能乘坐五人的小型車第一代SunnyB10型系，在美國及歐洲、紐西蘭、澳洲市場被稱為達特桑1000，從此奠定日產在車壇的地位，更刺激豐田於日後推出卡羅拉車系應戰。
堪稱日本大眾車元年代表作的Sunny B10型系，當初公開舉辦命名徵選活動，希望數十萬名日本民眾參加，最後票選結果為代表朝氣的Sunny，引領日本車壇進入新紀元，並造成其他車廠推出同級距產品。以全新底盤平台設計的Sunny B10型系，在2280mm軸距下創造出3820×1445×1345mm車身，雙門的造型帶有歐洲車風格，前A臂、後葉片彈簧的懸吊結構，為日產研發工程團隊參考英國奧斯汀技術針對日本路況而調整而來，主要是Sunny要能滿足三代同堂小家庭同時乘坐，因此載重上使用比例大過操控。
動力部分搭載一具代號A10的新開發988cc直列四缸OHV單化油器引擎，擁有56hp/6000rpm馬力和7.7kgm/3600rpm扭力，共有三速手排、四速手排、兩速自排三種變速箱選擇，因車重只有645kg，加上頗為優異的動力，使得Sunny獲得135km/h極速表現，0-400m加速只要20.6秒，這在1960年代是相當了不起的成就。基於成本，前後鼓煞與5.50-12-4PR輪胎列為標準配備。
雖說是國民車，但日產內裝設計可一點也不陽春，以當時的水準來看頗有高級車味道。為了提升質感，1967年賦予重新設計的水箱護罩，同時也增加四門版本，提升實用性，也讓前置引擎、後輪驅動的Sunny成為民眾購車首選，因此上市短短五個月內銷售突破3萬輛。因為Sunny的熱銷，加上豐田卡羅拉展開猛烈攻勢，日產遂決定提前進入大改款，於1970年推出更精緻的第二代Sunny B110型系。日產後來還在此代車系的基礎上，開發出貨車版本Sunny Cab，車型代號為B20。

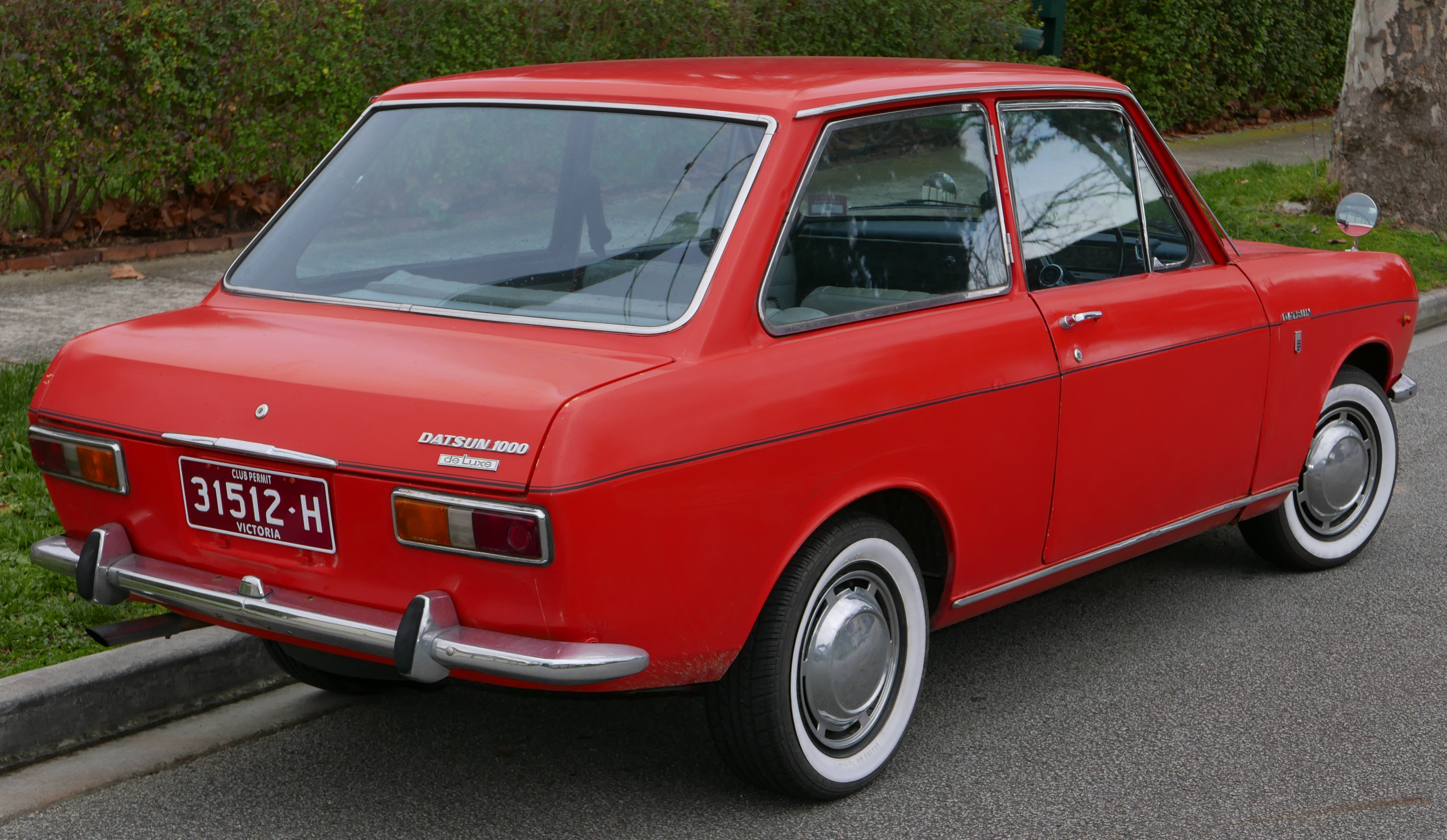
第一代日產Sunny B10型系雙門轎車車尾
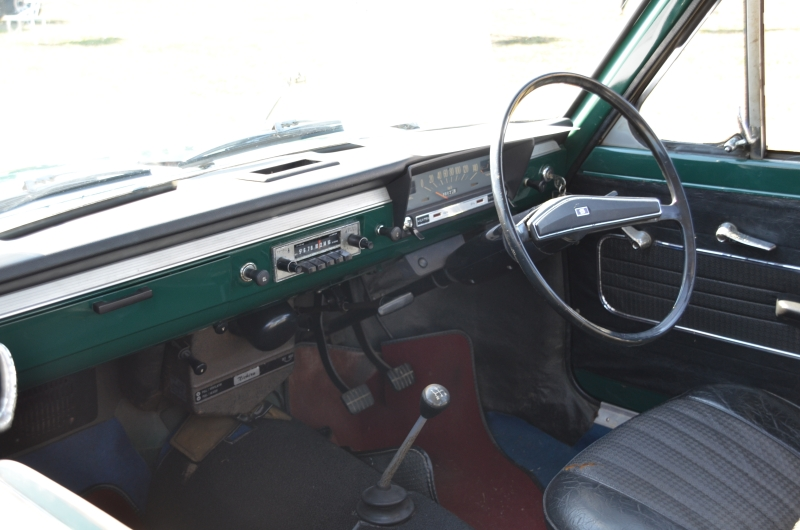
第一代日產Sunny B10型系內裝
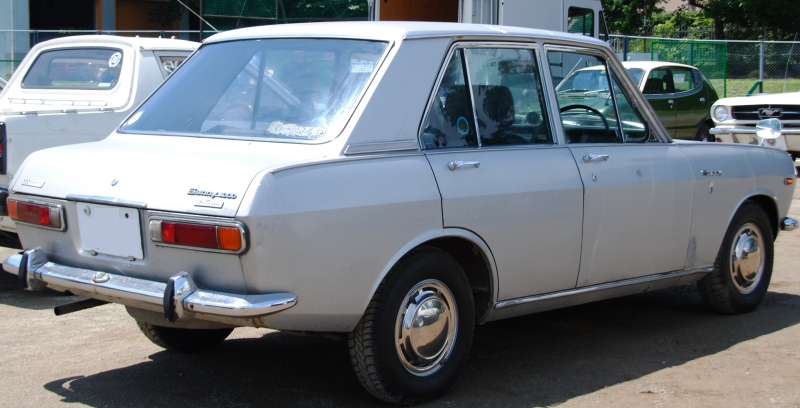
第一代日產Sunny B10型系四門轎車車尾
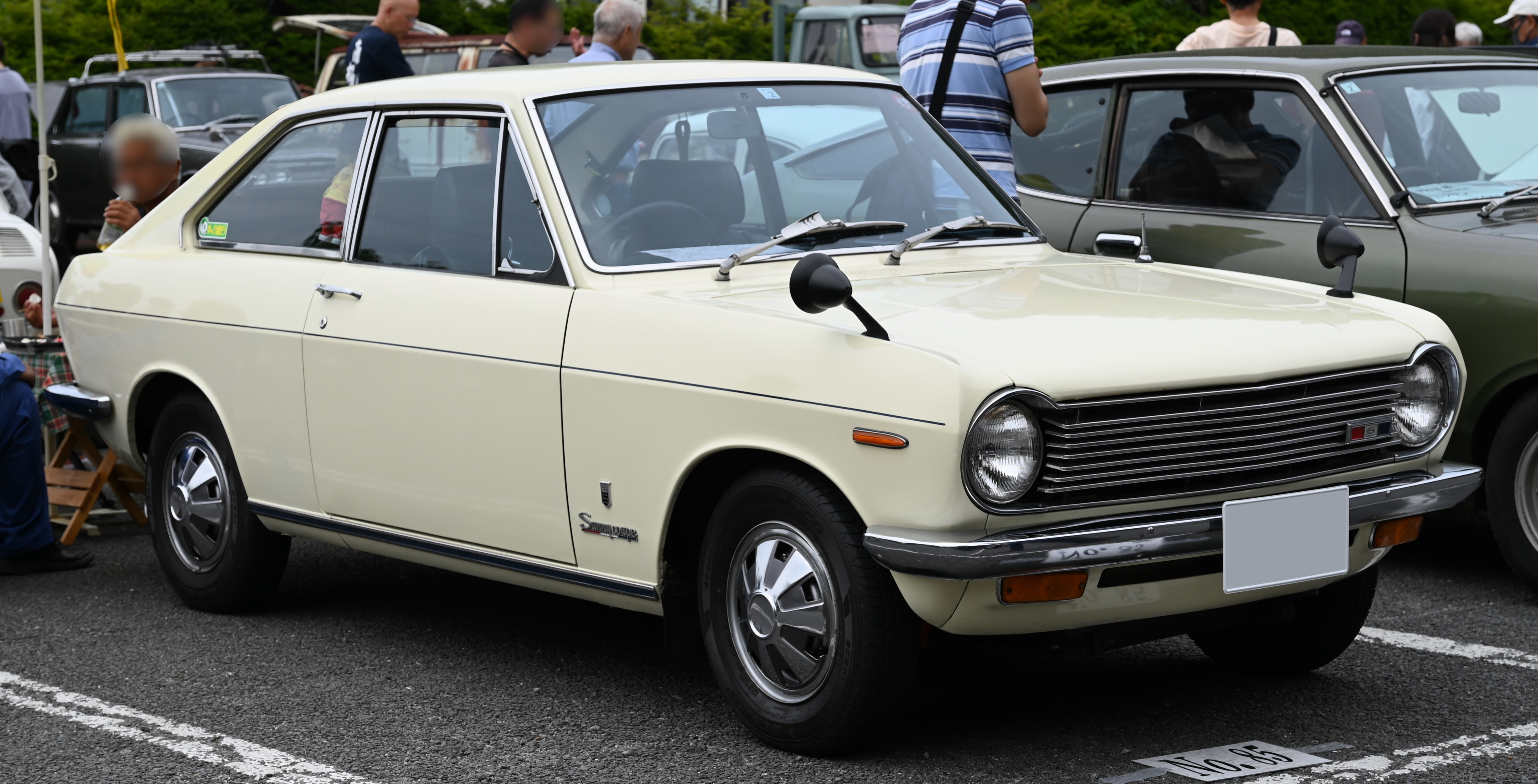
第一代日產Sunny B10型系雙門跑車車頭
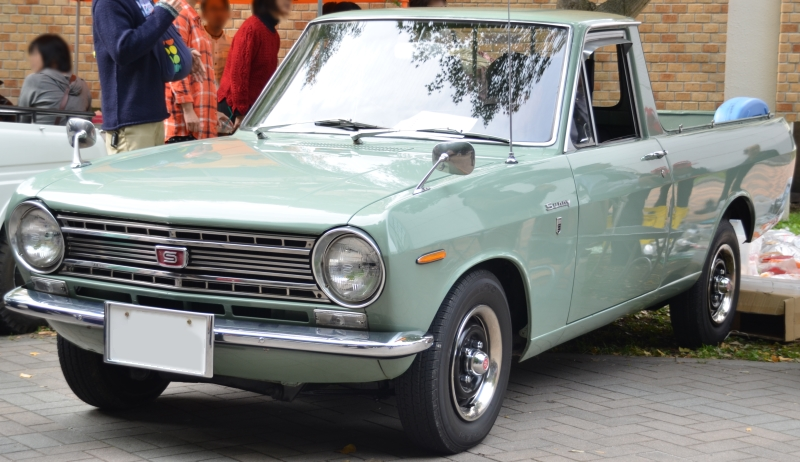
第一代日產Sunny B20型系雙門貨車車頭

### 第二代B110型系（1970年-1973年）
1970年1月，第二代Sunny B110型系正式販售，在美國及歐洲、紐西蘭、澳洲市場被稱為達特桑1200，帶有更為洗鍊和年輕化的外觀造型，更將引擎提升為1.2L，並針對底盤、內裝作重新調整，提升整體操控性和實用性。
比起第一代B10型系更獲得更簡潔車身線條的第二代Sunny B110型系，軸距從2280mm增加為2300mm，車身尺碼也變成3830×1495×1390mm，在車身款式上共有雙門、四門轎車與雙門斜背及旅行車等四種設定，優雅不失大方的風格受到日本民眾喜愛。此外超過10種的車色選擇，也符合當時經濟成長、多元文化流行的趨勢。
運動化的內裝鋪陳，三環儀表以及中控台下方的指針時鐘為最大特色，基於營造高級感，日產將木紋飾板列為標準配備，並可選擇電動窗、卡式收音機、空調等配備。1971年藉由小改款，將原本木紋飾板以類鋁合金取代，並將合成皮革方向盤由木質取代，同時圓形儀表也更換成類方形，把運動性能的元素導入，因而雙門斜背車型獲得年輕族群喜愛。
動力方面初期僅有一具1171cc直列四缸OHV單化油器水冷引擎，是由10A引擎擴缸而來的A12，68hp/6000rpm馬力和9.7kgm/3600rpm扭力與第二代豐田卡羅拉相當，1971年增加來自Bluebird車系的1.4L SOHC直列四缸L14引擎，擁有74hp/6000rpm、10.5kgm/3600rpm功率，全車系依照引擎動力共有四速手排、三速手排、三速自排等變速箱組合，1972年更增加少量的五速手排。前麥弗遜、後葉片彈簧懸吊仍延續第一代結構，但日產在減震彈簧重新調校，因此在操控與舒適性有明顯進步。
由於1970年代日產和豐田陷入白熱化的爭霸，所以日產決定提前於1973年推出第三代Sunny B210型系，期望能提升小型房車的銷售。

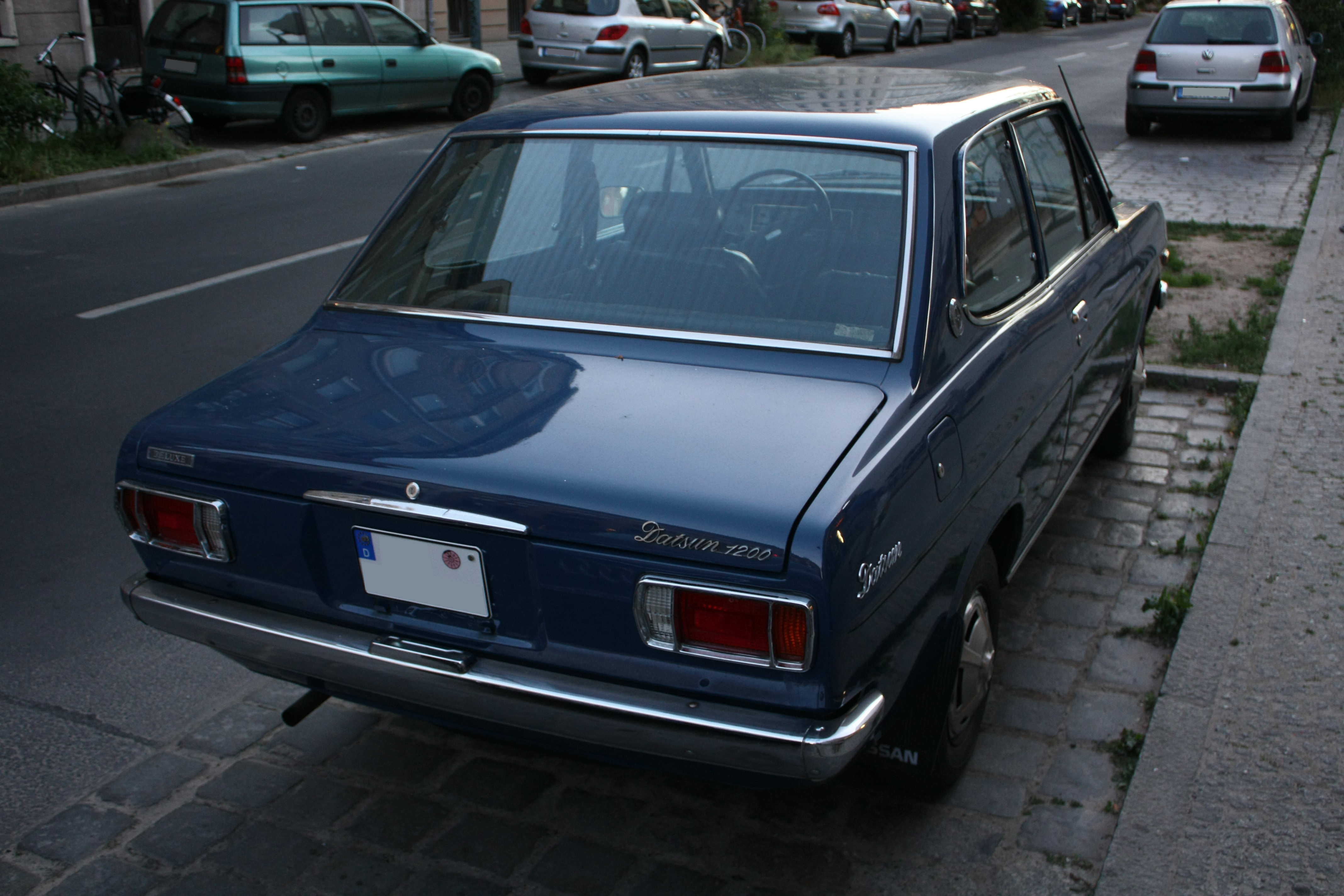
達特桑1200雙門轎車車尾
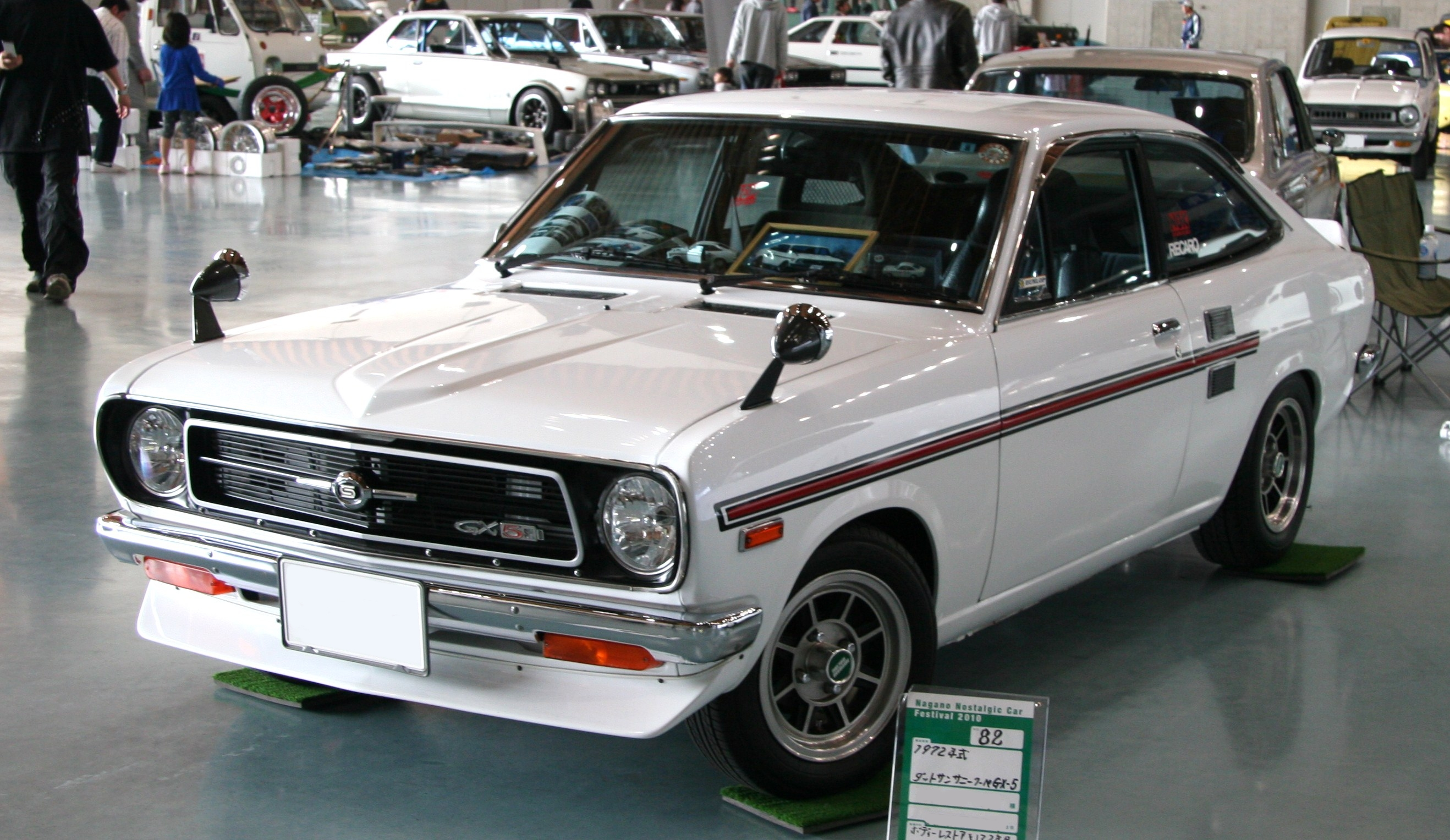
第二代日產Sunny B110型系GX-5雙門跑車
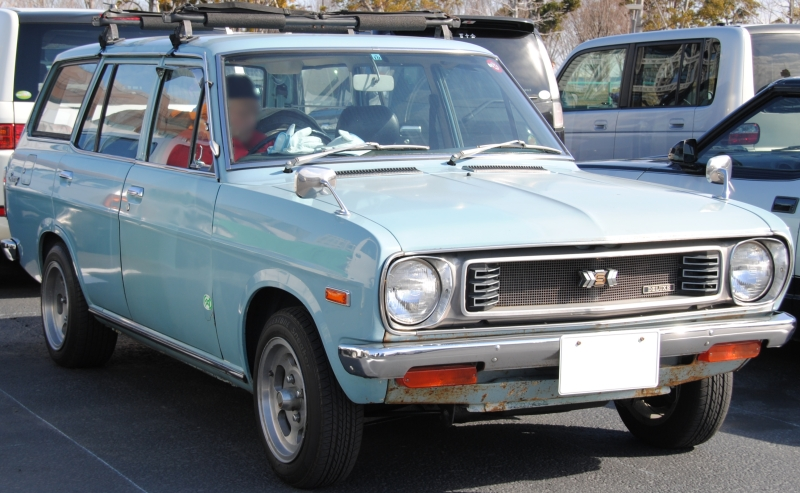
第二代日產Sunny B110型系五門旅行車
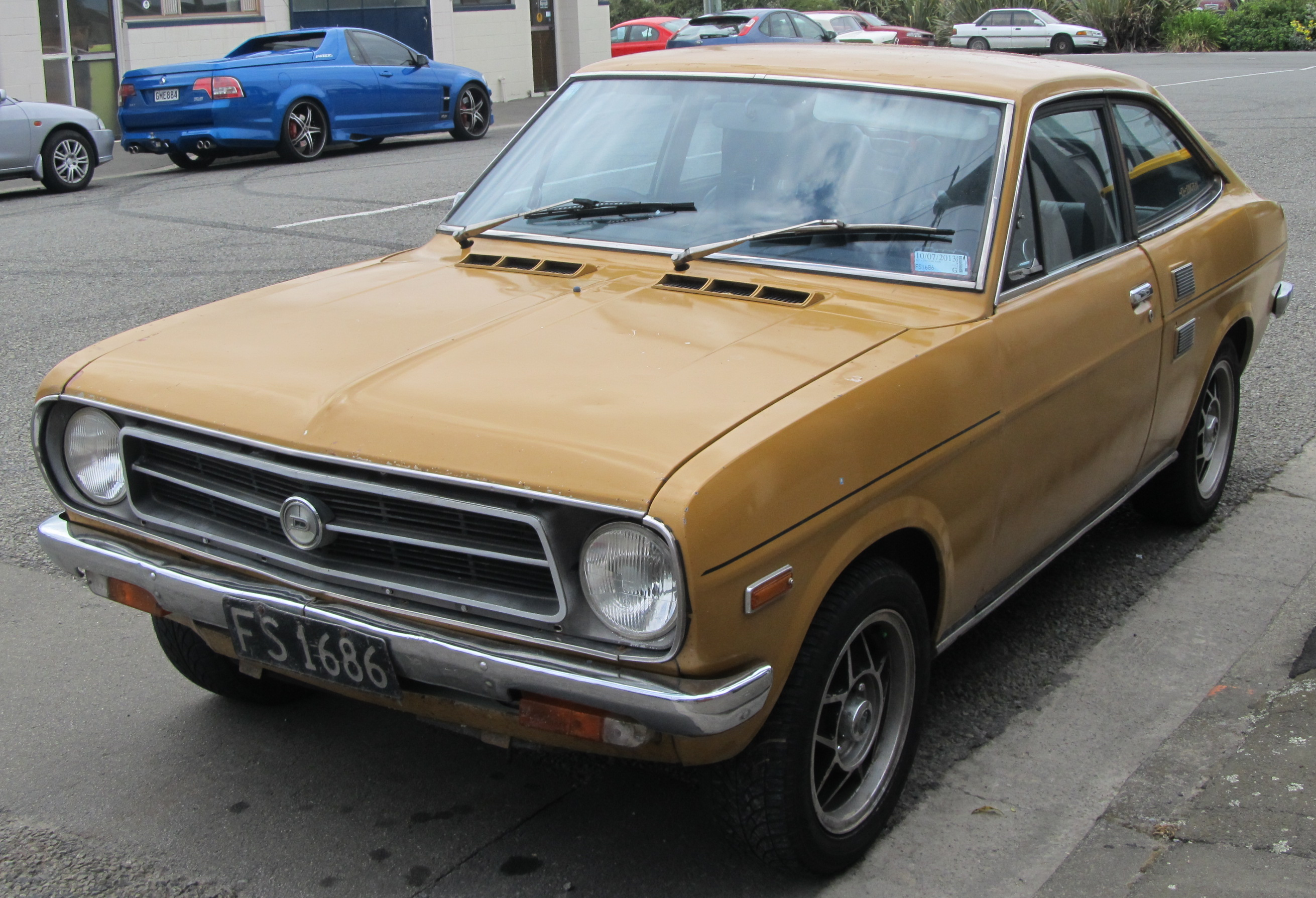
達特桑1200雙門跑車車頭
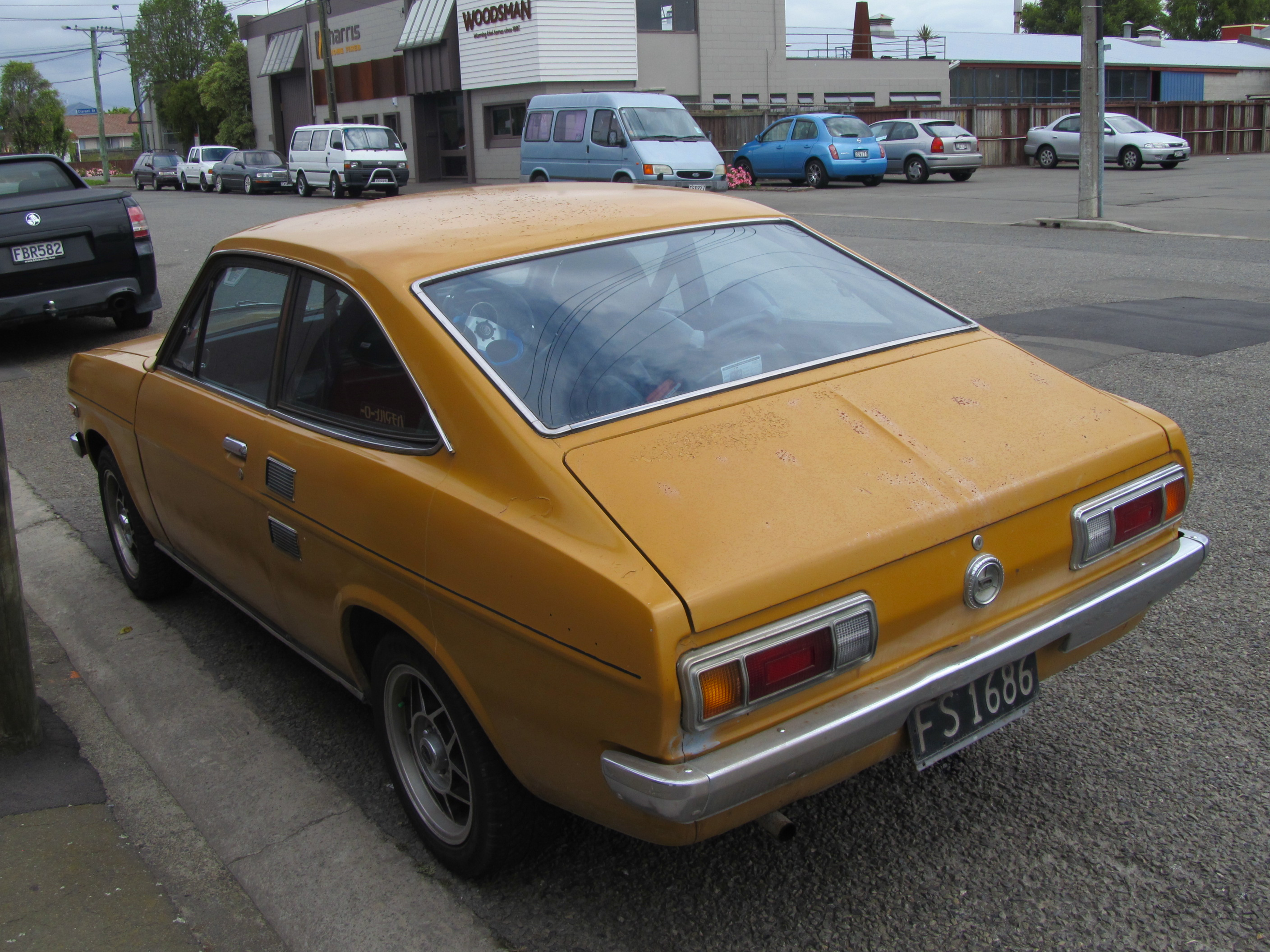
達特桑1200雙門跑車車尾
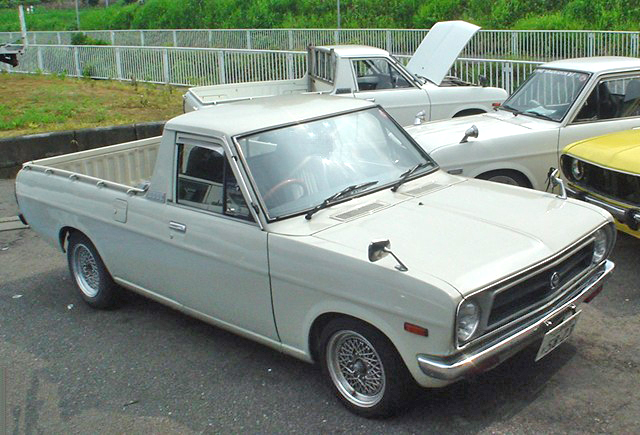
第二代日產Sunny B1211型系貨車

### 第三代B210/B211型系（1973年-1977年）
由於第二代Sunny B110型系的產品週期只有3年3個月，第三代Sunny B210型系便於1973年5月誕生，在北美市場被稱為達特桑B210，在歐洲、紐西蘭、澳洲市場被稱為達特桑120Y/140Y，表面上日產針對第三代Sunny B210型系開發時間很短，實際上在第二代尚未問世前就已經展開，尤其在外觀造型更著墨許久，雖說底盤結構承襲第二代，但更具跑格的造型卻讓市場趨之若鶩，但卻因轉變過大而無法獲得消費者認同。
車款分為雙門/四門轎車、雙門轎跑車及三門/五門旅行車、客貨兩用車共六種款式，如果和前兩代相比導入更為複雜的線條，且採用當時流行的砲彈型後視鏡罩，甚至還有Skyline C110型系的味道，所以在日本市場有著「Mini Sky」的暱稱。基於沿用第二代的機械車體結構，在軸距加長40mm達2340mm下，車身尺碼增加為3950×1545×1370mm，乘坐空間上有著明顯進步，提供給五名乘員寬敞的車艙。與第二代差異不大的車艙設計，採用六環儀表來提升運動化視覺，這在1970年代超跑風行的日本頗為奏效。
動力延續第二代採用1.2L和1.4L兩種直列四缸引擎設定，1171cc OHV單化油器水冷的A12引擎，具有68hp/6000rpm馬力和9.7kgm/3600rpm扭力，原本的L14則由重新設計的A14取代，在排氣量1397cc的SOHC雙化油器設定下，擁有80hp/6000rpm、11.5kgm/3600rpm的輸出功率，變速箱則有四速手排、五速手排和三速自排等選擇。受到日本新法規影響，1976年小改款之際取消1.2L引擎，增加代號L16的1.6L心臟，為1595cc的SOHC電子噴射引擎，獲得115hp/6200rpm、14.6kgm/4400rpm的數據，雖然為劃時代的技術，且性能表現驚人，卻因售價過高讓消費者卻步。而底盤結構延續前麥弗遜、後葉片彈簧懸吊，不過卻無法滿足對車輛舒適越來越苛求的消費者。
或許是市場腳步跟不上日產的美學，以致於第三代Sunny B210型系在市場苦戰將近4年時間，終於在1977年進入最輝煌的第四世代，並以嶄新設計的車體機械結構一掃過去陰霾。

#### 臺灣裕隆Sunny B210型
在中華民國臺灣地區，裕隆汽車於1974年3月22日正式將Sunny B210型系（裕隆代號YLN-301）四門轎車國產化，以「速利」為名在臺灣市場銷售，雖然臺灣推出的時間比日本晚了一年，但是Sunny B210型系憑藉著流線的車身線條和相對低廉的售價，迅速獲得國人的支持，上市兩個月便大賣三千部，使得月產量僅600部的裕隆汽車新店廠不得不緊急加班生產，一天三班制計16小時才足以應付龐大的市場需求，這是Sunny B210型系上市後成功的出擊。
裕隆汽車為了滿足更多臺灣消費者的需求，在1976年12月推出了搭載三速自排變速箱的Sunny B210 GX四門轎車，不但成為臺灣第一部配置自排變速箱的國產車，同時配備上也較手動排檔版本更豪華，例如蜂巢式水箱護罩、布面座椅、 植毛地毯、寬幅輪胎等，都是Sunny B210 GX所增加的配備。而為了滿足自排車款的使用特性，煞車系統也特別採用前碟後鼓雙迴路設計，比起手排版本煞車效率更好。不過售價高達308,000元台幣的Sunny B210三速自排版本已經脫離了國民車的範疇，縱使配備較為豪華，但是售價也較一般手排版本貴上了30%左右，因此負擔得起的臺灣社會大眾畢竟是少數。
雖然Sunny B210 GX四門轎車沒有獲得大多數臺灣消費者認同，但是裕隆汽車仍在1977年3月如期推出Sunny B210五門旅行車版本，其代號為YLN-301W。在車頭和內裝上與四門轎車都是相同的，不過卻多了一截尾廂可供運用，再加上其後座可以摺疊充為載貨使用，因此頗受臺灣自營商如水電行等行業的歡迎，而189,800元台幣的售價幾乎和入門款的Sunny B210四門轎車相同，因此保有一定的市場佔有率，銷售量雖然不多，但卻是非常穩定的客群。

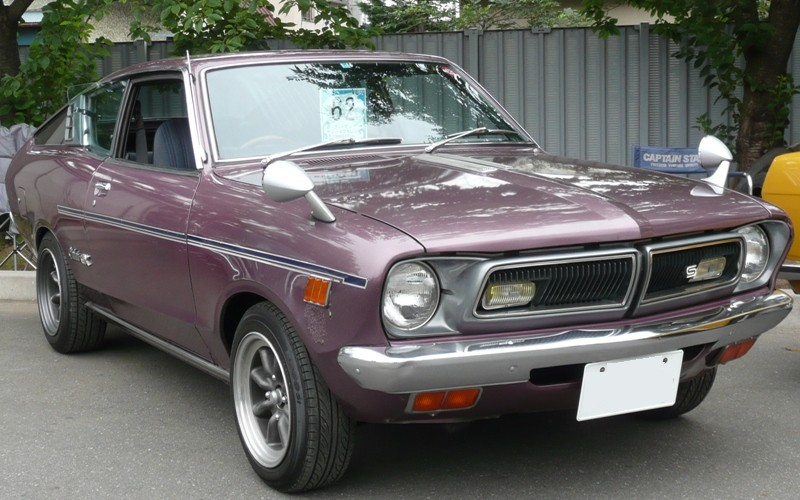
第三代Sunny B210型系Excellent GX 1400雙門跑車
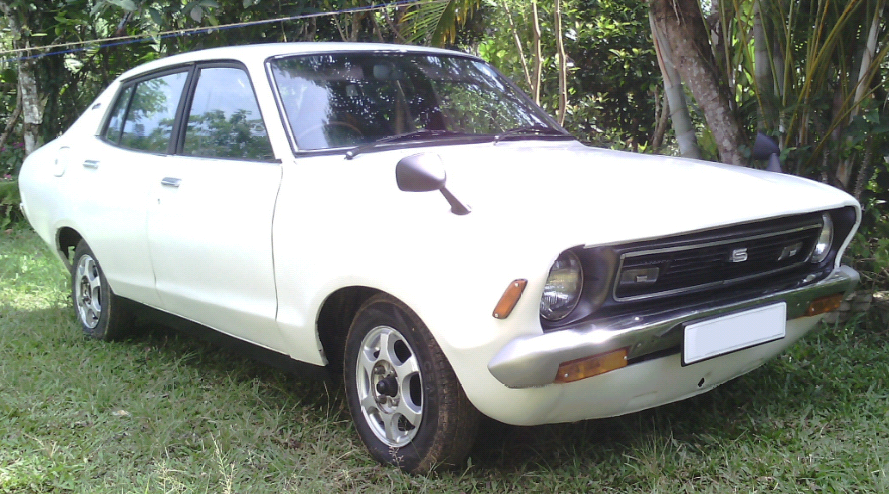
第二代日產Sunny B211型系GL四門轎車（日本樣式）
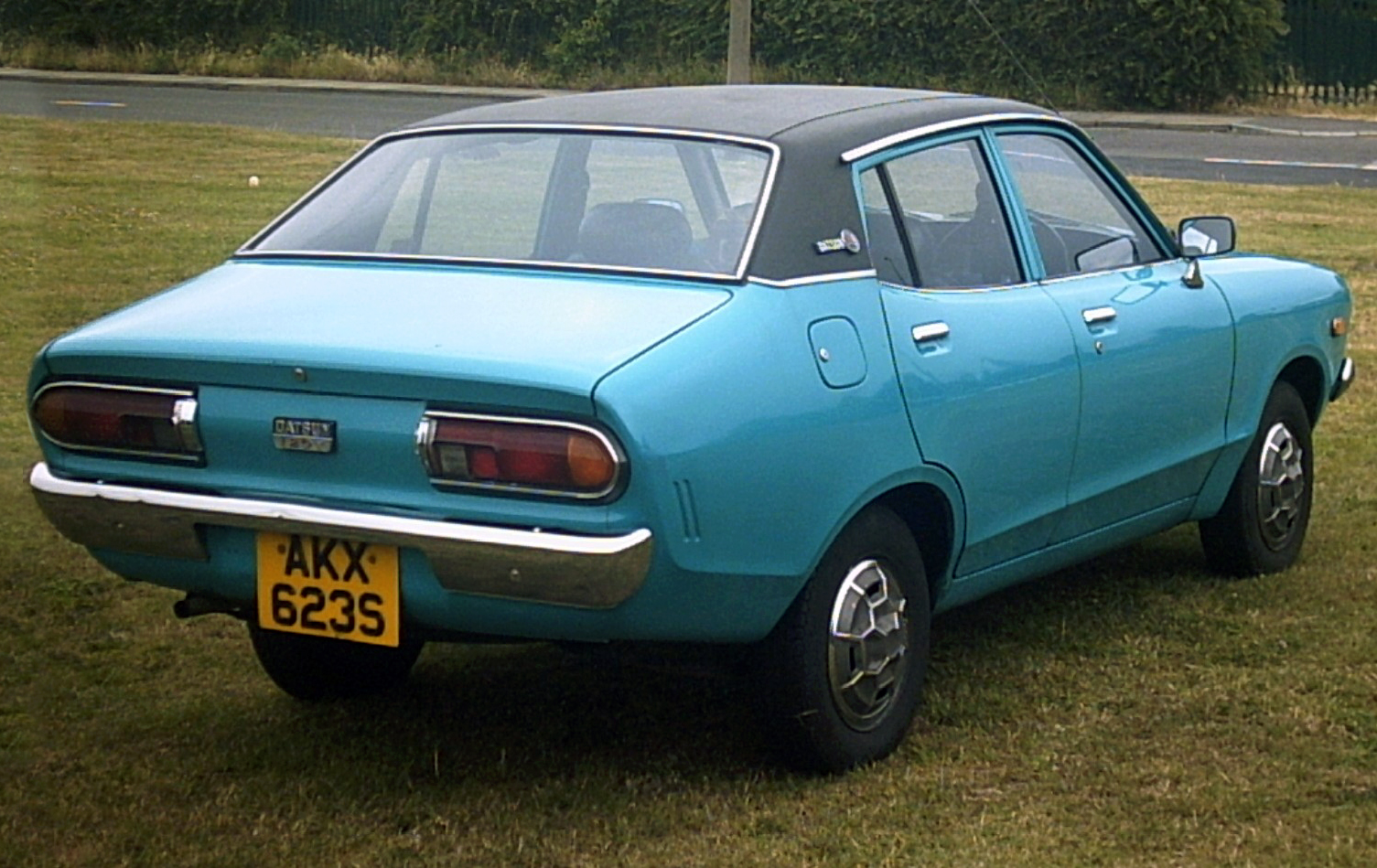
達特桑120Y四門轎車車尾（英國樣式）
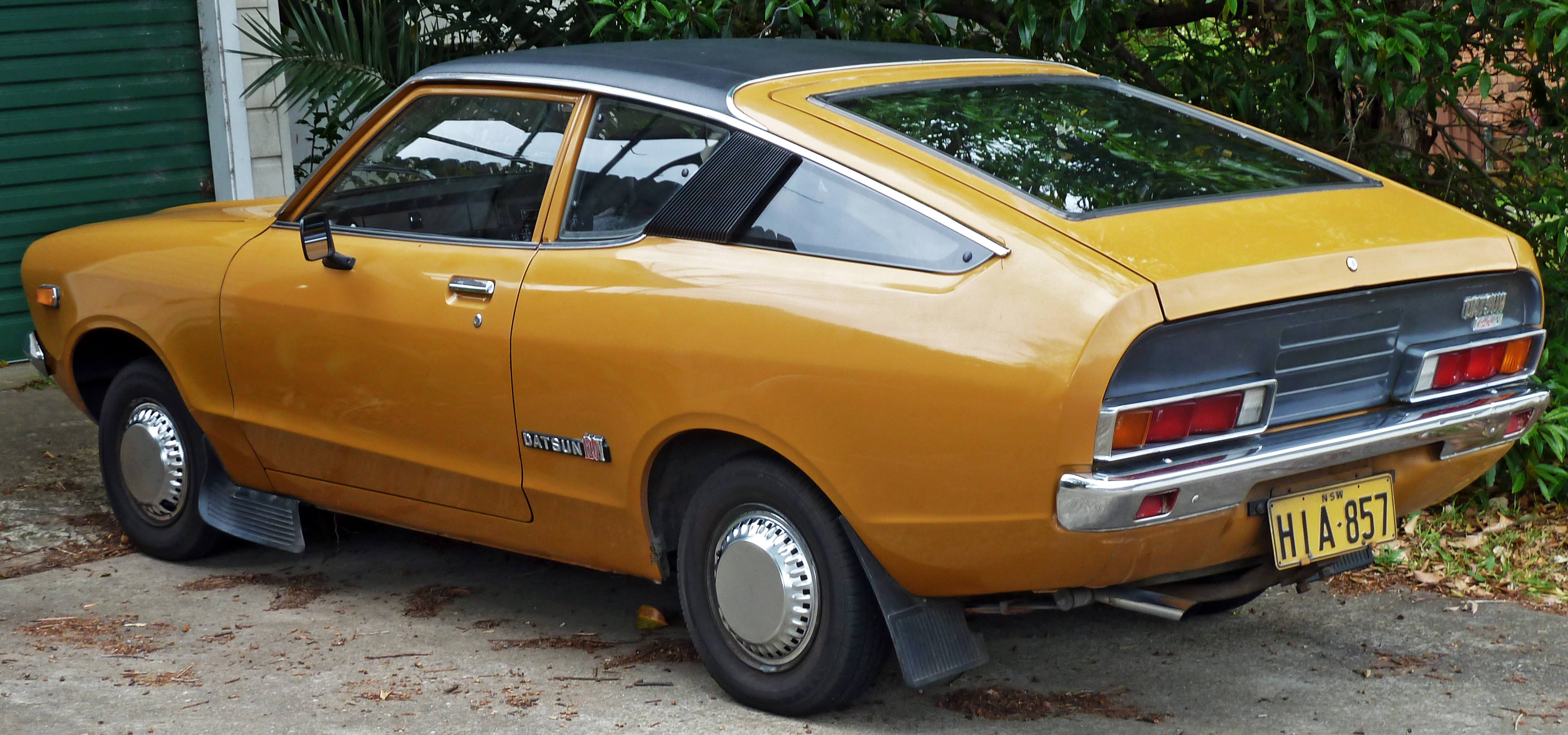
達特桑120Y雙門跑車車尾（澳洲樣式）
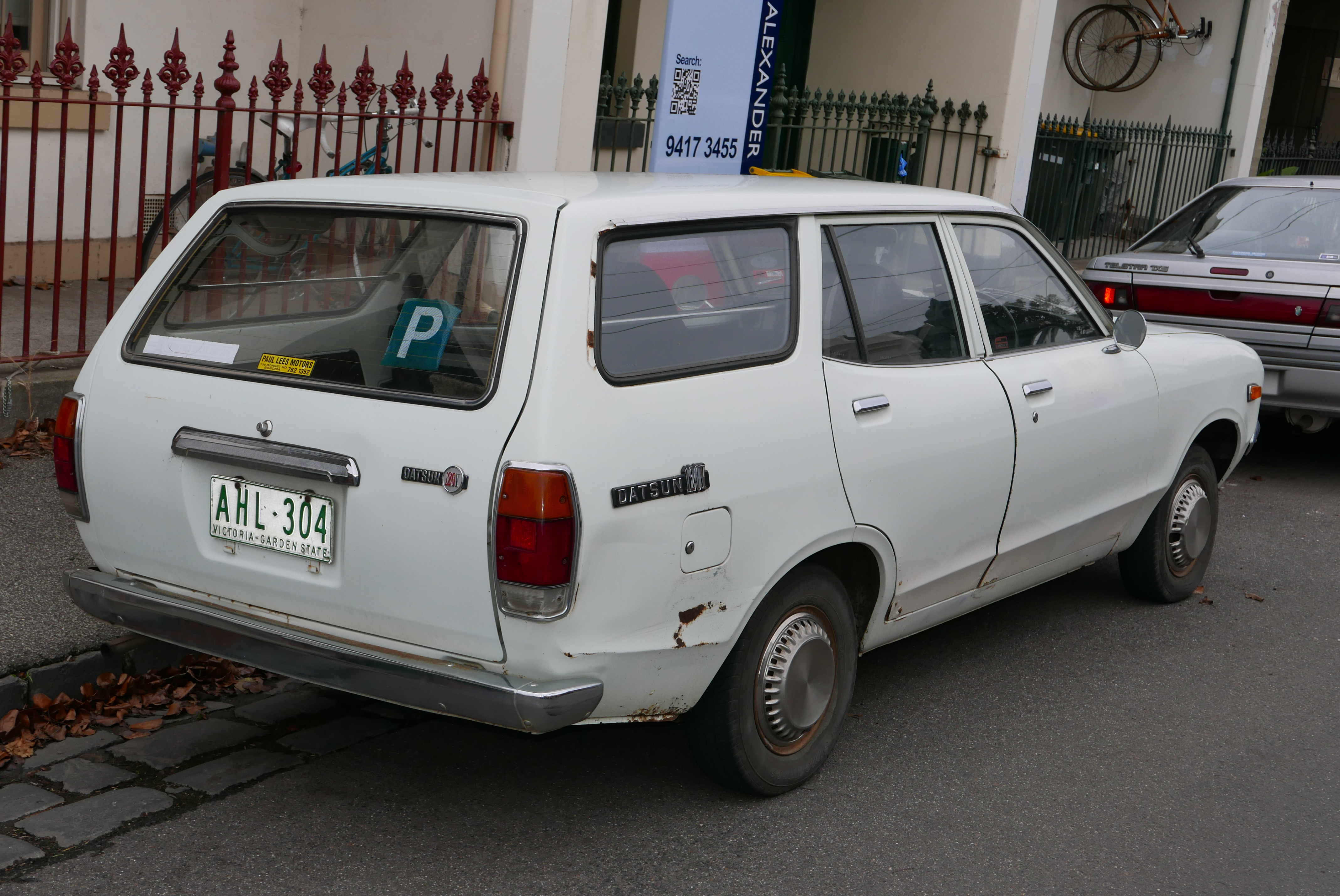
達特桑120Y五門旅行車車尾（澳洲樣式）
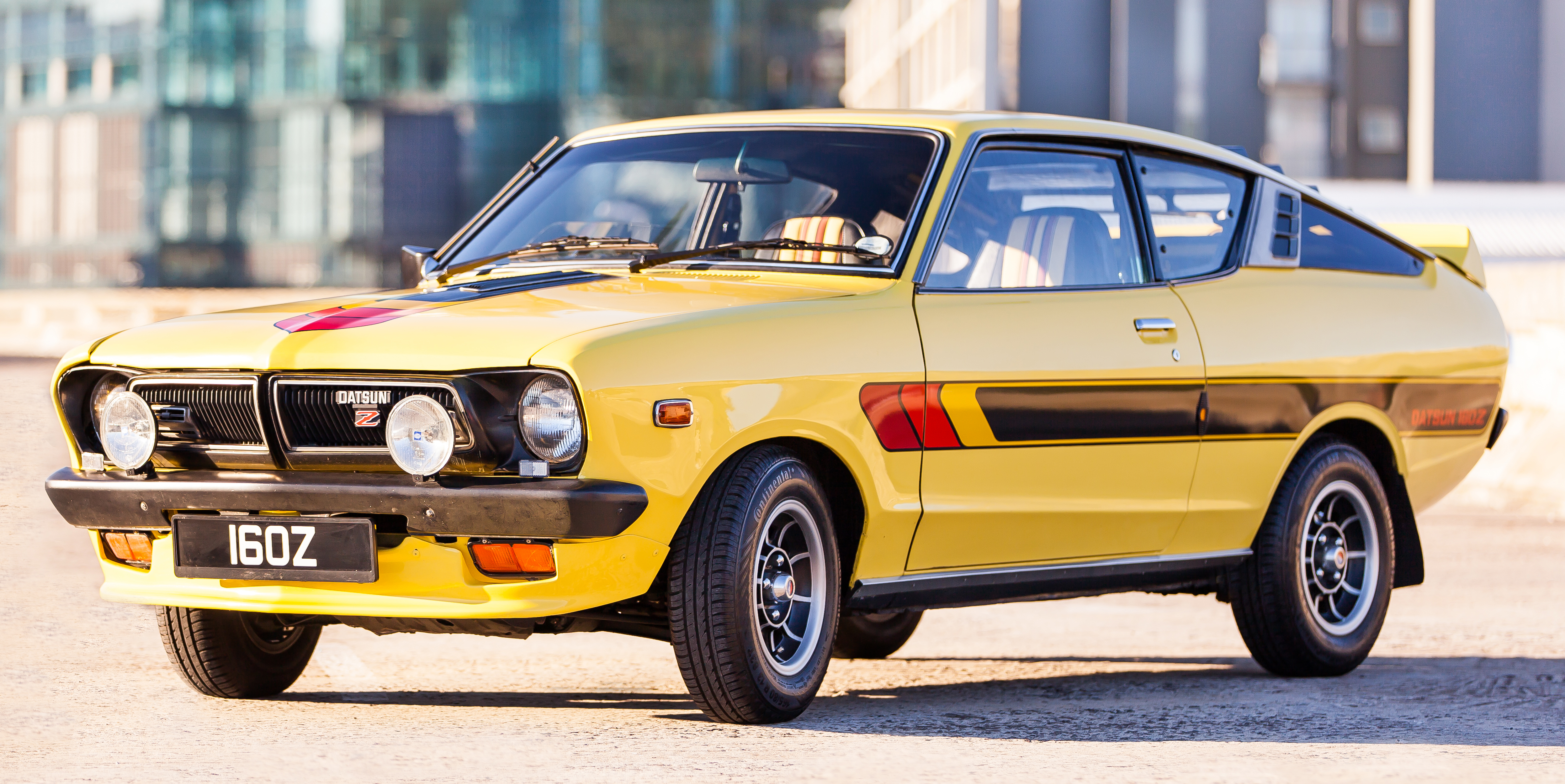
達特桑160z雙門跑車（南非樣式）

### 第四代B310型系（1977年-1981年）
1977年11月第四代Sunny B310型系正式在日本銷售，在北美被稱為達特桑210，在東南亞及大洋洲被稱為達特桑Sunny，在歐洲被稱為達特桑120Y/130Y/140Y/150Y，在港澳被稱為日產生力。一改上一代B210型系在設計上的缺點，以及機械結構的老舊化，賦予嶄新的樣貌，除了回歸中規中矩的方正格局，更導入大量現代感的設計風格，雖然維持後輪驅動的設定，卻一口氣發展出雙門/四門轎車、雙門轎跑車、三門/五門旅行車、三門客貨車等六種造型，當然此舉獲得市場熱烈反應，也讓Sunny B310型系得到和第四代豐田卡羅拉E70型系、第二代本田思域抗衡的有利條件。
在車身軸距維持上一代B210型系的2340mm，3995×1590×1370mm的尺碼與前一代相當，不過在前後輪距都增加50mm（前為1305mm、後為1300mm）情況下，車艙寬敞度有明顯進步，更提供無壓迫感的乘坐空間。簡潔的造型搭配圓形頭燈，讓Sunny B310型系展現出與第一代B10型系類似的氣派和高極感，也因此重新拾回消費者關愛眼神，1979年10月日產特針對第四代Sunny B310型系進行小改款，修改引擎蓋、進氣壩、頭燈、尾燈的造型，其中最明顯的便是由原本的圓形大燈變更為方形大燈，而雙門/四門轎車之車尾的尾燈造型也加大面積，變得更加大方。銷售量較上一代更進步，並回復到原有水準，再度成為日本汽車市場暢銷車前三大。同時基於市場需求，增加名為California的五門旅行車，將木紋車身和鋁合金輪圈列為選配。
雖然為全新設計，但第四代Sunny卻沿用過去的引擎設定，為1.2L和1.4L兩種，同時取消高性能的1.6L。前者為1171cc OHV單化油器水冷的代號A12引擎，具有68hp/6000rpm馬力和9.7kgm/3600rpm扭力，後者為代號A14，1397cc排氣量SOHC雙化油器設定下，擁有80hp/6000rpm、11.5kgm/3600rpm的輸出功率，1978年則陸續針對1.4L增加噴射供油與雙化油器以提升性能。1980年就在準備大改款前進行動力升級，由1.3L（1270cc/74hp）和1.5L（1487cc/92hp）來取代1.2L與1.4L心臟。五速手排、四速手排和三速自排仍納入選項。基於操控舒適性的升級，除了保持前麥弗遜懸吊，後輪則由葉片彈簧更改為拖曳臂結構，這對Sunny的車系發展可是一大進步。
因這時日本車在能源危機下而於全球大放異彩，日產為了能進軍美國市場，遂以第四代Sunny B310型系為試金石，以更精緻且豪華的內裝風格先行試探日本民眾口味，並為1981年誕生的第五代鋪路，因此在配備、鋪陳、設計、材質等都下了不少功夫，甚至還將手動天窗列為配備中給消費者選擇。

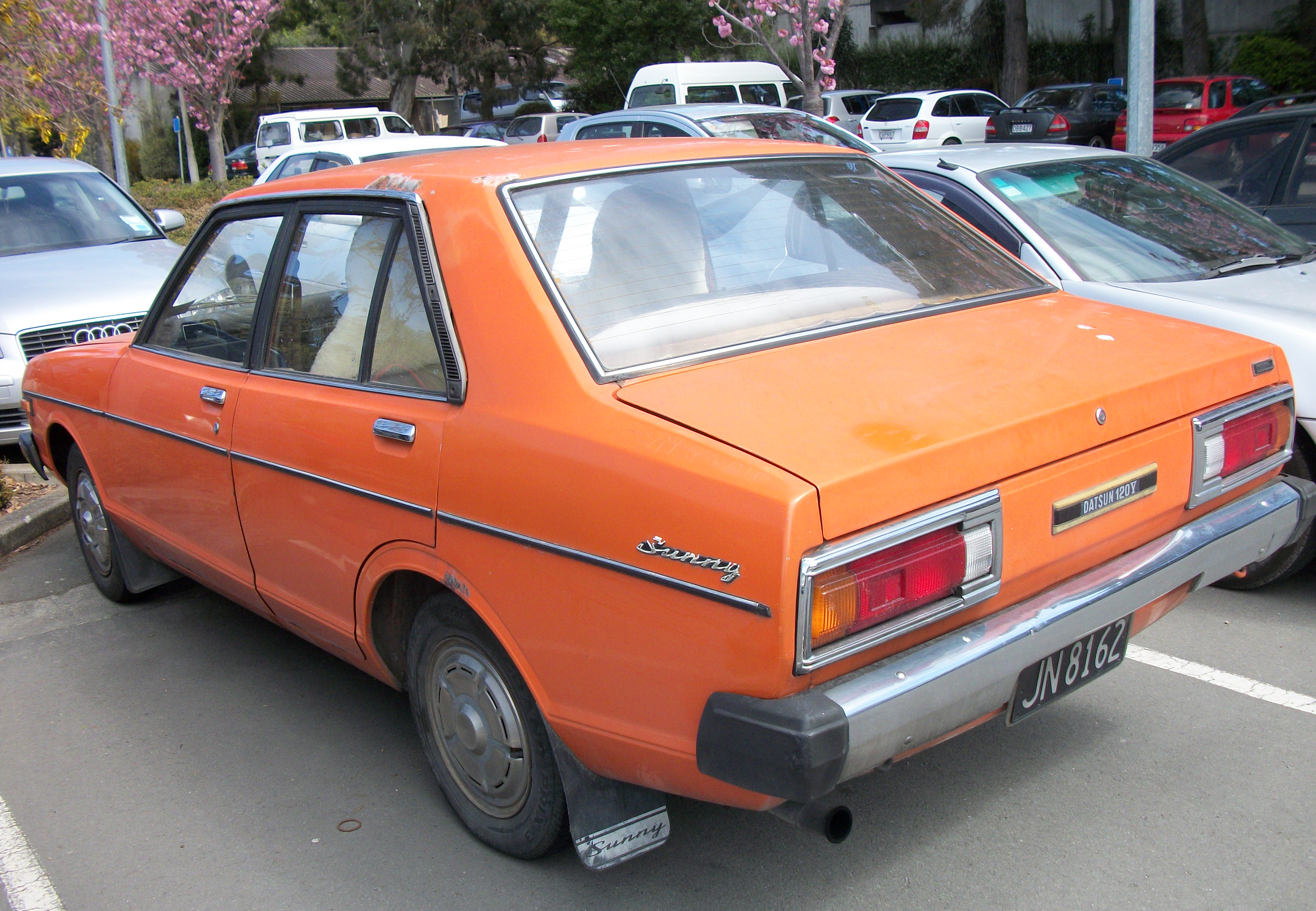
達特桑120Y四門轎車車尾
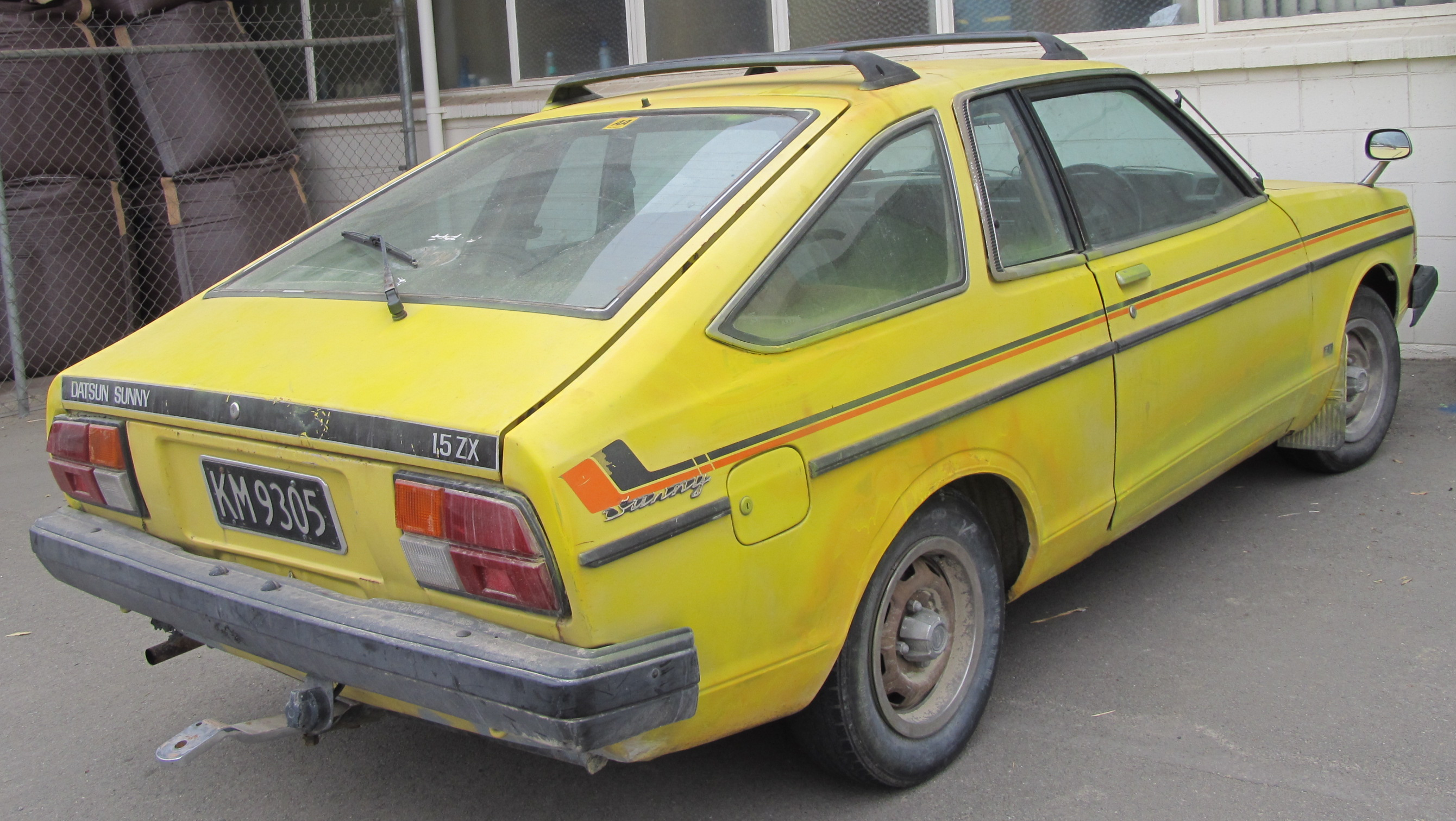
達特桑Sunny 1.5L ZX雙門跑車車尾
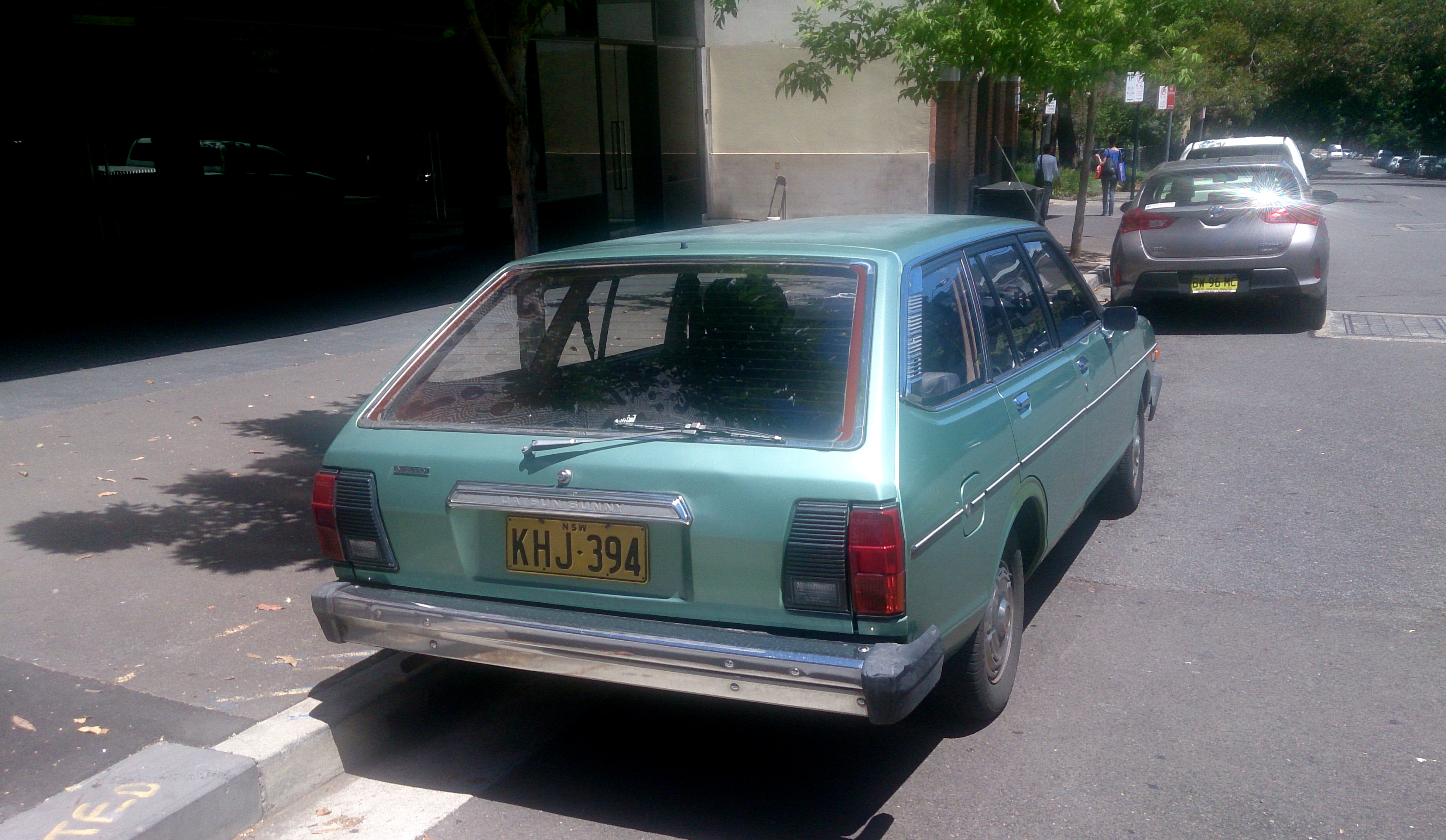
達特桑Suuny五門旅行車車尾（澳洲樣式）
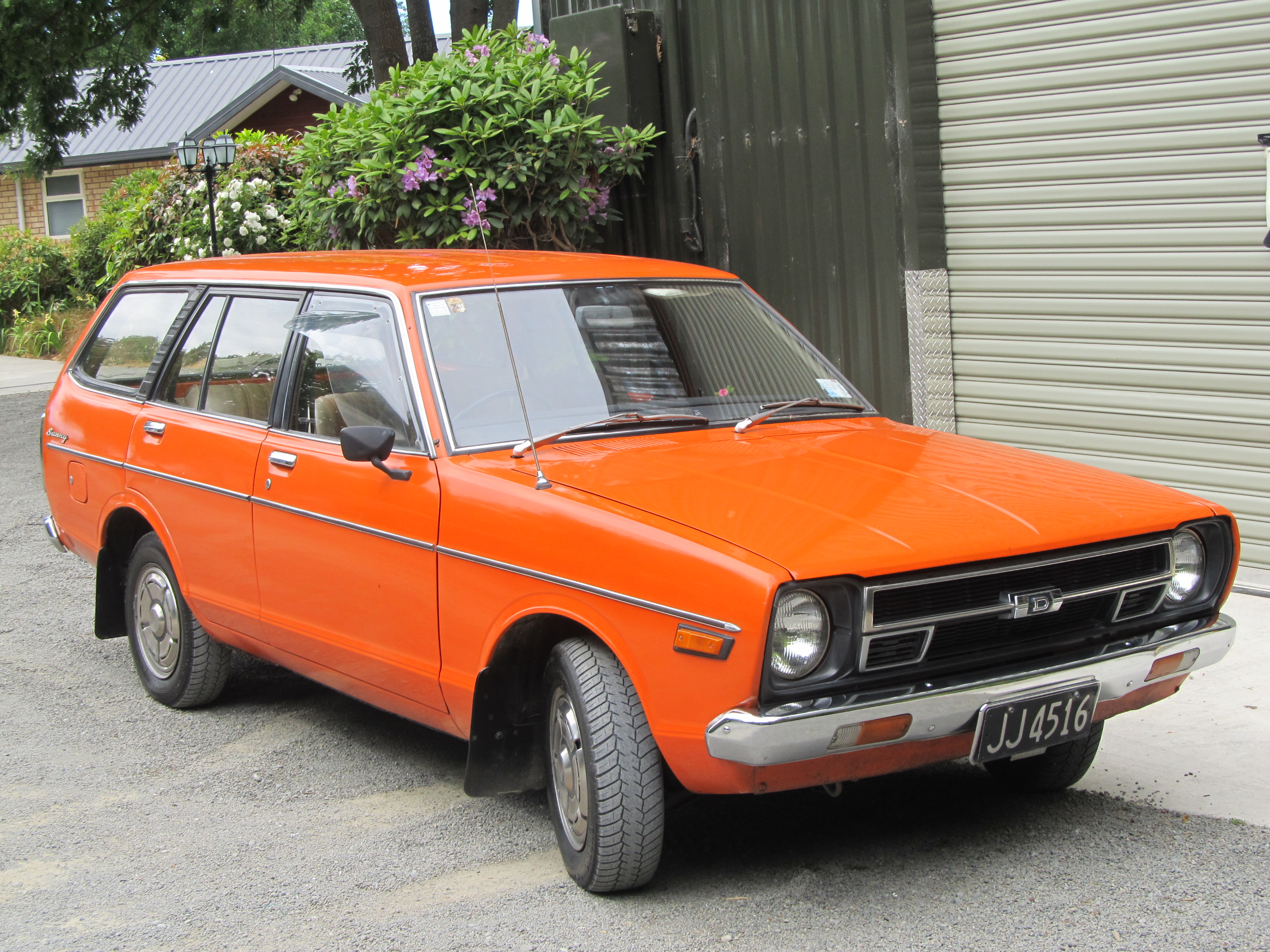
達特桑Sunny五門旅行車車頭（紐西蘭樣式）
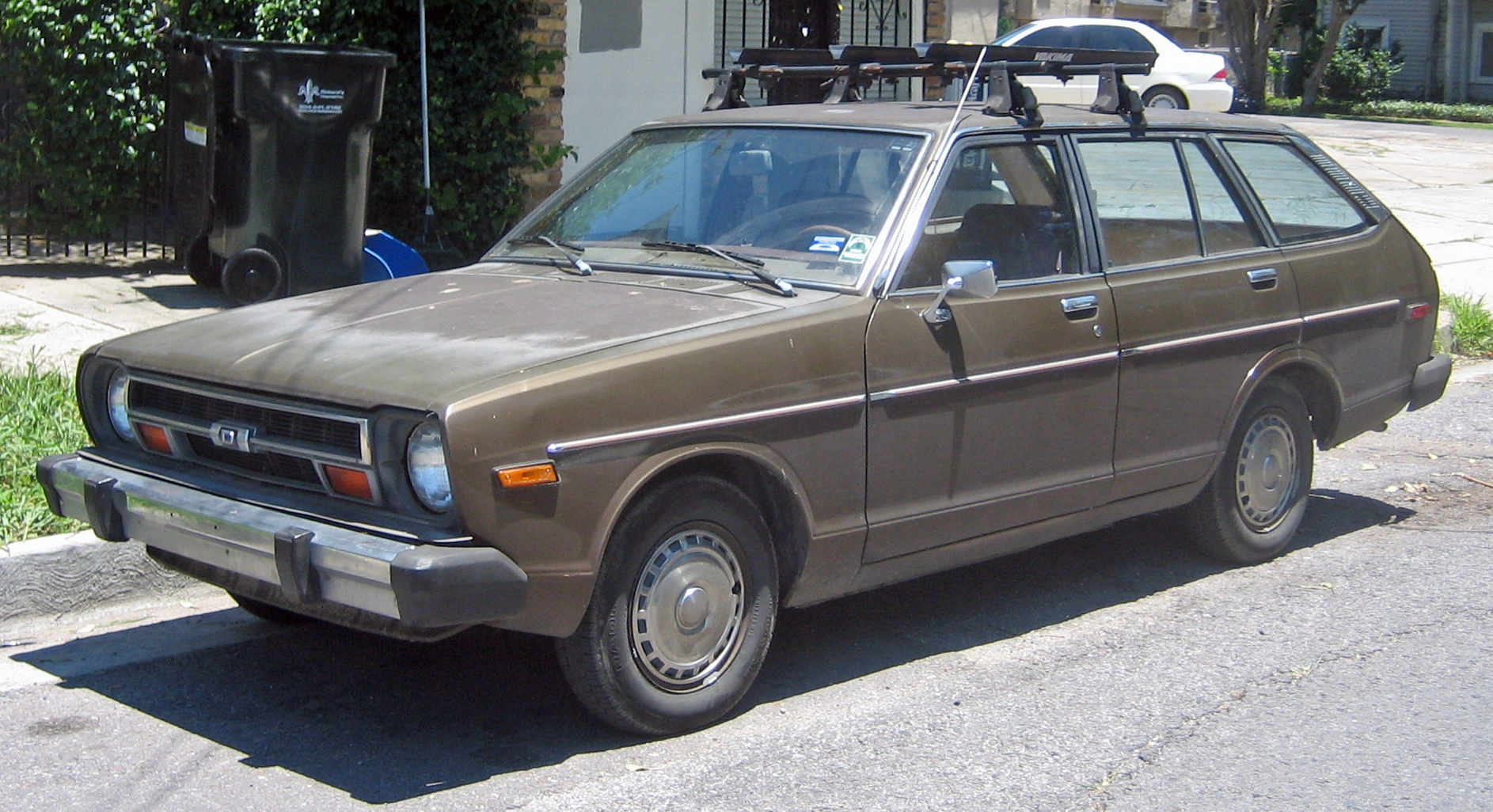
達特桑210五門旅行車車頭（美國樣式）
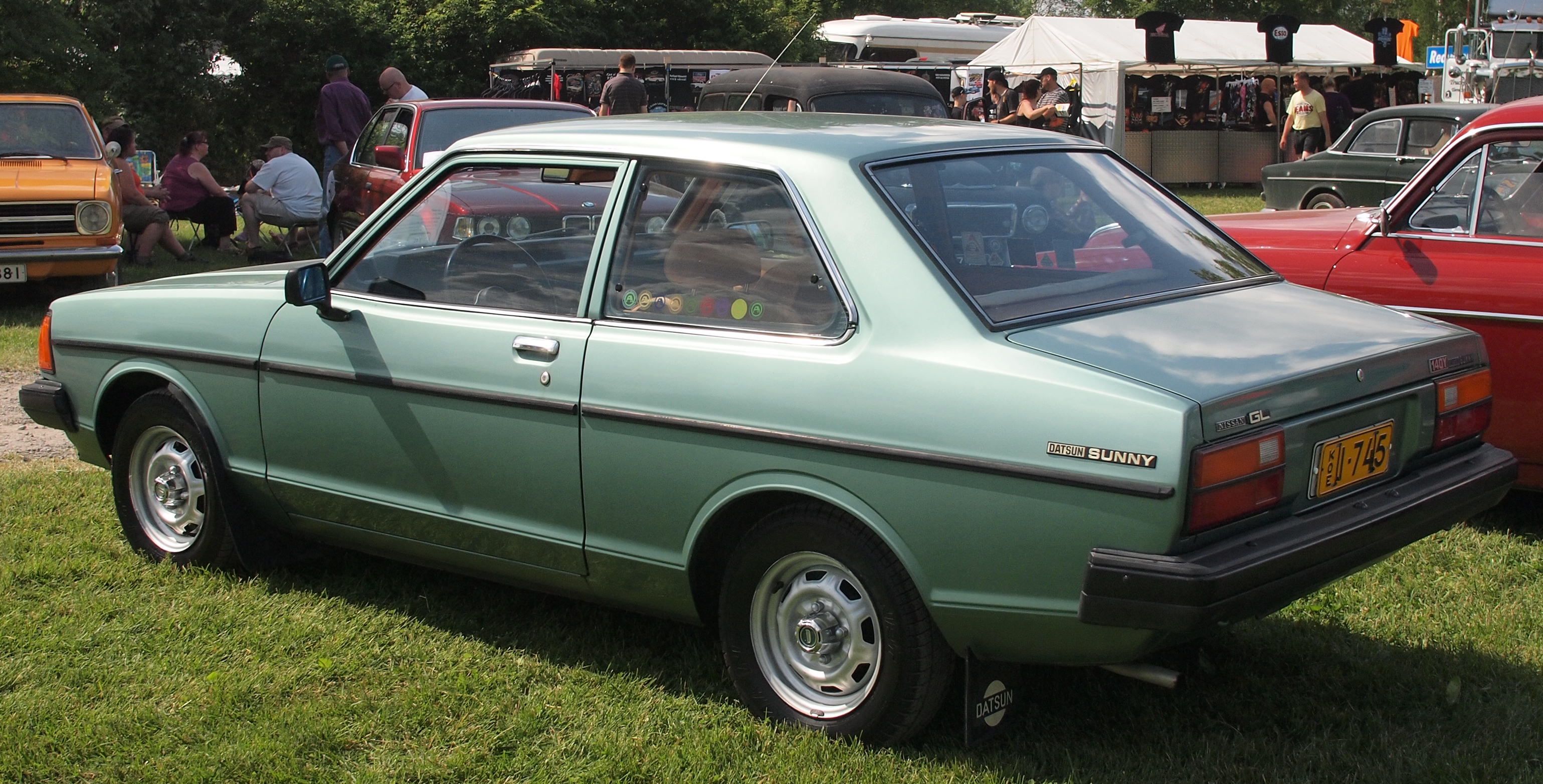
達特桑Sunny 140Y雙門轎車車尾

#### 臺灣裕隆Sunny B310型系
在臺灣地區，裕隆汽車於1979年正式將第四代Sunny B310型系（裕隆代號YLN-302）國產化，繼續以「速利」為名在臺灣市場銷售，僅在車型代號上略加更改以茲識別。車身款式和上一代B210型系一樣擁有四門房車和五門旅行車兩種款式，變速系統方面僅提供手排車型供消費者選購，而上一代B210型系叫好不叫座的自排車型則被取消。至於車型依舊區分為基本款的DX和豪華款的SD兩款。豪華款的SD車型一如上一代B210型系配置較豪華的配備，如石英鐘、植毛地毯、布面座椅與輪圈蓋等皆列為標準配備，甚至還導入了銀粉漆，使得車身看起來更為豪華美觀。
因應日本方面於1979年10月推出第四代Sunny B310型系小改款，裕隆汽車也隨之在1980年6月進行第一次小改款，同時也將原廠代號一併更改為YLN-303。不過車頭造型上卻有很大的不同，最明顯的便是由原本的圓形大燈變更為方形大燈，而車尾的尾燈造型也加大面積，變得更加大方，而內裝上則導入了全新的儀錶板設計。第四代Sunny B310型系第一次小改款推出以後，不但在臺灣日系國產中小型房車市場大有斬獲，廣受臺灣國人喜愛，除了售價低廉以外，零件供應充足、故障率低、省油，而且大街小巷的修車廠都會修理，也是最大的銷售利基。同時也順利攻下臺灣計程車市場，一般消費者購買的情況也比前一代日漸增多，而豪華款的SD車型再次新增三速自排供消費者選擇。隨著Sunny車系在臺灣的生產時間的拉長，其各項零件自製率也越來越高，直到後來日產全面停產Sunny車系所搭載的OHV型式的A12引擎以後，裕隆汽車甚至還回銷汽缸體給日產，並且在1983年5月首次外銷Sunny B310型系至中東與加勒比海市場，是為臺灣國產車的外銷先鋒。
Sunny車系自1974年3月正式在臺灣上市以來，前置引擎、後輪驅動（FR）型式的車款一共歷經B210、B310型系，兩代車型皆搭載日產著名的A12引擎，由於臺灣車口數龐大，因此A12引擎幾乎成為了全台高職汽修科及大專院校車輛工程學系實習教材的範本，也造就了幾乎每個修車師傅都會修的傳奇事蹟，由於大家都會修，因此正面的口碑也就日覆一日地建立起來，Sunny幾乎成為了臺灣最耐用也最經濟國產車。1983年6月第五代Sunny B11型系（裕隆代號YLN-311）正式在臺灣上市後，裕隆仍繼續生產Sunny B310型系採兩代車型同時銷售，甚至在B11型系銷售期間出現B310型系售價比B11型系基本款售價還貴的奇特現象，1987年第六代Sunny B12型系（裕隆代號YLN-321）正式在臺灣上市之時，Sunny B310型系都繼續生產，也在臺灣汽車產業發展史上創下了幾近奇蹟的長壽傳奇。1987年7月裕隆再次針對第四代Sunny B310型系進行第二次小改款，並自行修改車頭、後視鏡及四門轎車車尾造型，而內裝則保留了B310型系原始的設計，除了方向盤沿用自B11型系之外，因應時代的需求，原廠電動窗和門飾板列為標準配備。1990年進行第三次小改款，僅修改車頭水箱罩及四門轎車車尾造型，並生產到1993年為止，因為無法通過行政院環境保護署實施的環保法規才不得不被迫停產，使得第四代Sunny B310型系在臺灣市場銷售14年的傳奇也正式畫下句點。
從B210型系上市算起，Sunny車系總共在臺灣生產了19年的時間，期間共有數十萬輛配置A12引擎的Sunny車系從裕隆汽車新店廠下線，也滿載了許多臺灣人甜蜜的回憶。Sunny車系除了在臺灣汽車史上寫下燦爛的一頁以外，Sunny B310型系生產期間更歷經了B11、B12、B13型系三次Sunny車系的大改款，即便新的車型停產了，Sunny B310型系都還在生產，堪稱台灣汽車史上最長壽的車款之一。

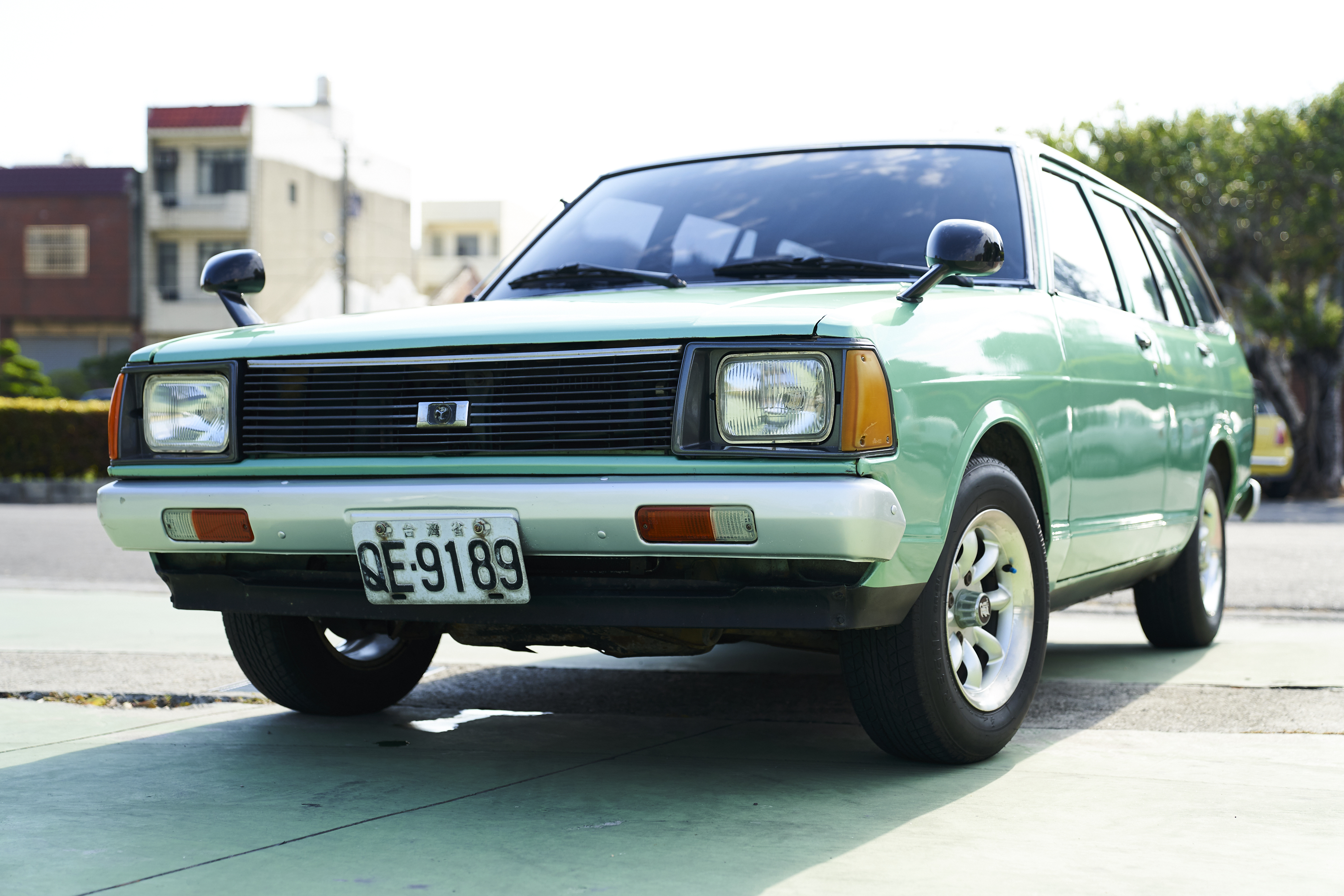
裕隆日產速利303W
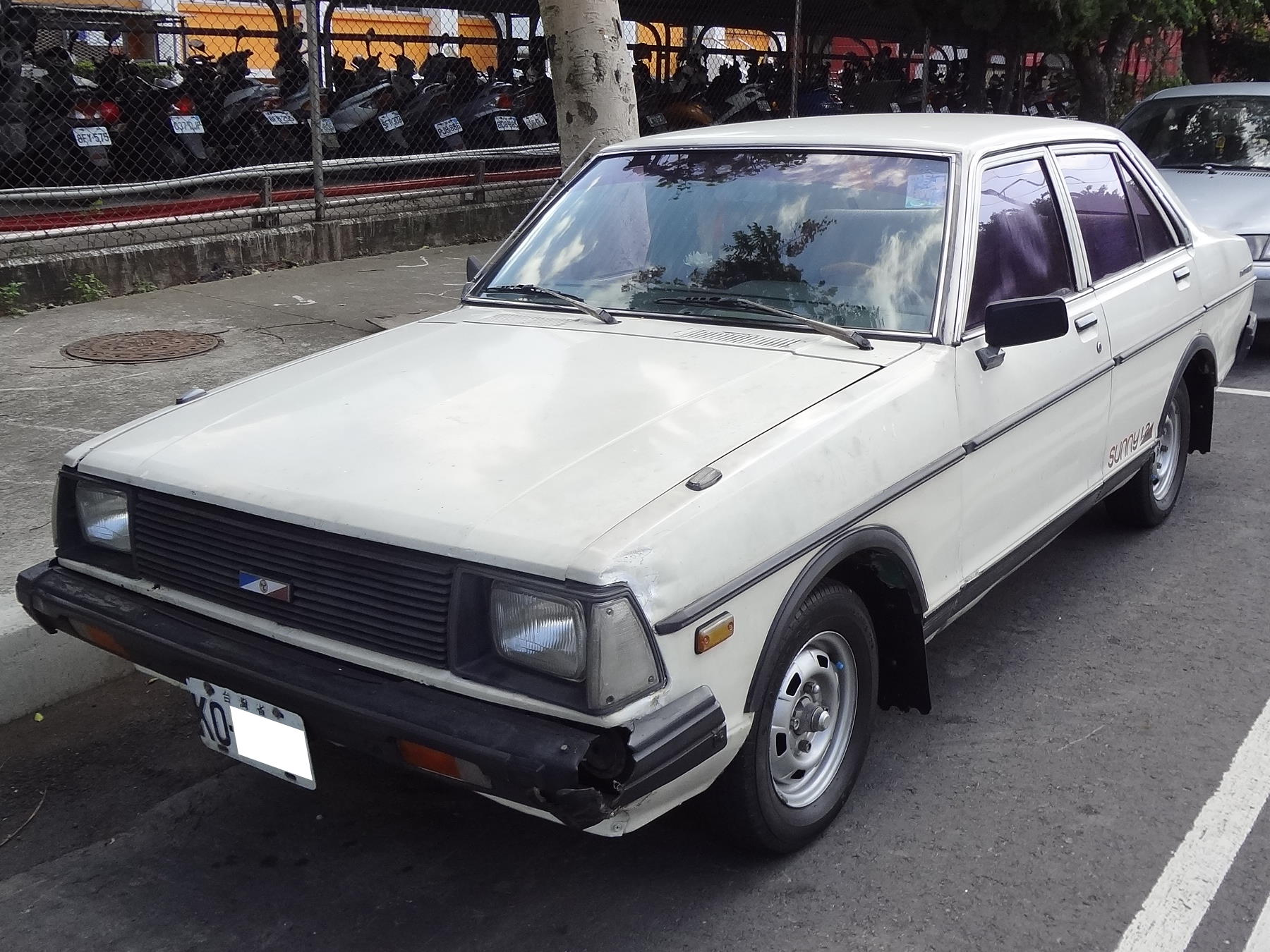
裕隆日產速利3031.2CT
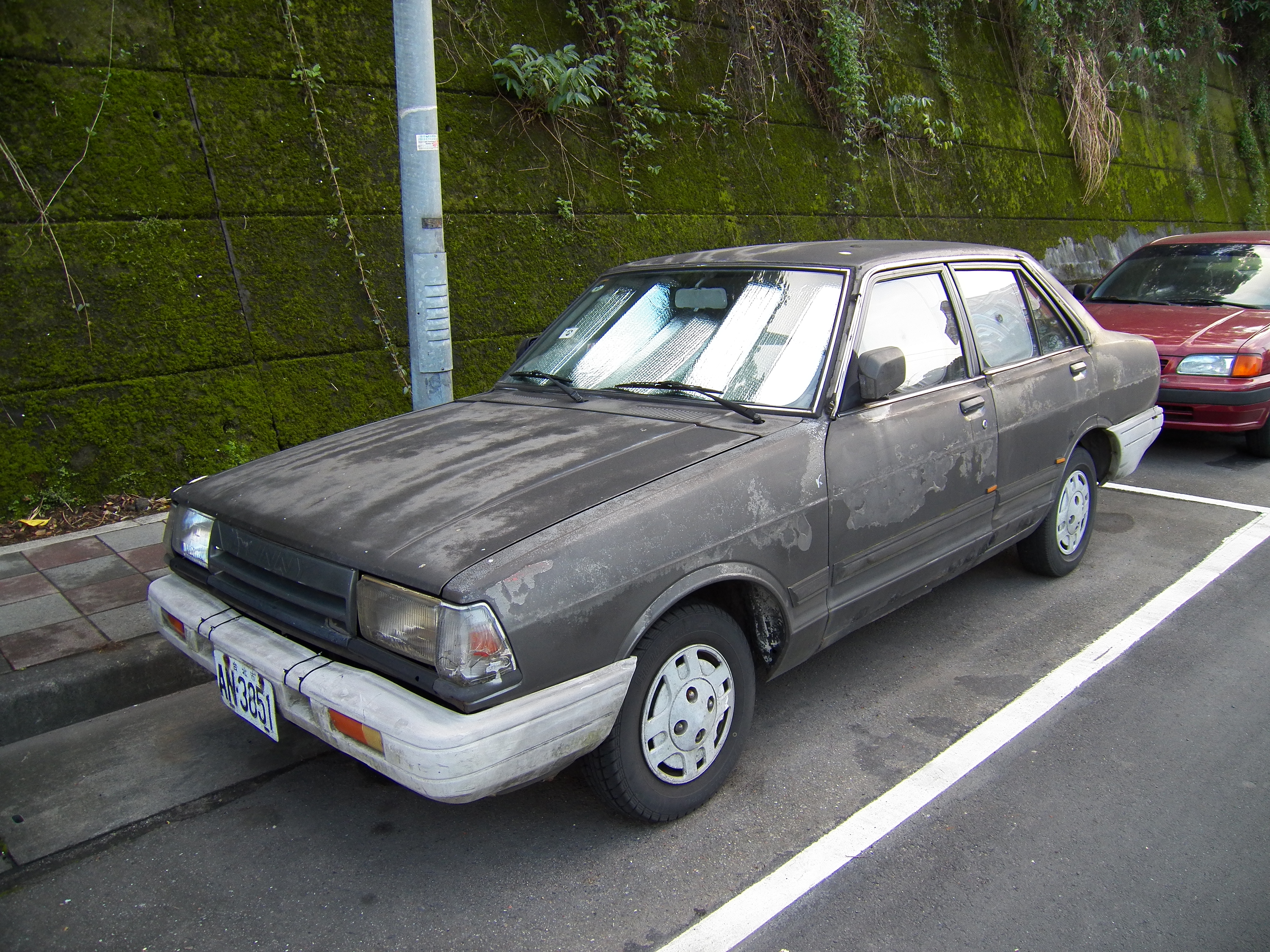
裕隆日產速利303 1.2GL

### 第五代B11型系（1981年-1985年）
1981年10月第五代Sunny B11型系正式在日本發售，除了改為大眾車主流的前輪驅動，並在日產原廠規劃下於1982年以日產Sentra之名進軍北美市場，取代原本的達特桑210車系，在大洋洲地區稱為達特桑Sunny。其車身造形設計比起第四代B310型系更為簡單，流暢的線條提供雙門斜背車、四門轎車、五門旅行車、三門掀背車等四種款式，尤其雙門車型在美國更受到歡迎，同時也將原本的後輪驅動改為前輪驅動，對駕駛人來說更好開。由於軸距只有2400mm，因此四門和旅行車的尺碼為4050×1620×1390mm，三門掀背與雙門斜背因定位年輕帥氣，因此身影變得較長扁，故獲得4135×1620×1360mm尺碼。1983年日本取消雙門斜背車，並進行小改款，最大特色在於將後視鏡從引擎蓋兩側移往A柱，這也確立日後的汽車美學。
隨著驅動形式的改變，日產也開發出嶄新的動力系統，初期搭載橫置E13和E15兩具直列四缸SOHC單化油器引擎，排氣量1397cc具有80hp/6000rpm馬力和11.5kgm/3600rpm扭力，1487cc則可發揮85hp/5600rpm、12.3kgm/3600rpm的功率輸出，隨後又將E15換成噴射供油，功率提升10hp/0.2kgm為95hp/6000rpm、12.5kgm/3600rpm，全車系共有四速手排、附OD檔五速手排與三速自排等變速箱引擎搭配。1982年增加1487cc直列四缸電子噴射供油的渦輪增壓版，馬力一舉提升至115hp/5600rpm，扭力更達17.0kgm/3200rpm，並增添Leprix的副車名，似乎有意和豐田卡羅拉Levin Apex一較高下。
簡潔的內裝座艙散發強烈的運動氣息，這種設計概念於1980年代當流行，讓身為國民車的Sunny更具個性化，並提供黑色與棕色兩種色調。前麥弗遜、後拖曳臂的懸吊與第四代前麥弗遜、後四連桿有所不同，主要是改為前輪驅動後少了傳動軸，在後懸吊結構更具彈性化，當然對操控性也提升不少。因此時正值日產的巔峰期，日本也正式進入泡沫時代，且市場競爭激烈，所以於1985年正式進入第六世代，Sunny被賦予更為嚴苛的世界戰略任務。
臺灣市場方面，裕隆汽車於1983年即在臺灣組裝第五代Sunny B11型系（裕隆代號YLN-311），繼續以「速利」為名正式在臺灣銷售，成為繼快得利（Stanza）車系之後第二部在臺灣生產的前輪驅動車，同時並繼續在臺灣生產第四代B310型系採兩代車型同時銷售，車型共分成GL/DX/KSD/KGX四個等級，而在臺灣國產化的動力版本則搭配1.3L 直列四缸OHV E13型引擎及1.5L 直列四缸OHV E15型引擎，變速系統方面有三速自排及五速手排兩種方式供消費者選擇，並擁有四門轎車與五門旅行車、雙門斜背車三種車身款式。1985年7裕隆針對第五代Sunny B11型系進行小改款，修改車頭水箱罩及四門轎車車尾造型，同時也將原廠代號一併更改為YLN-312，並生產至1987年第六代Sunny B12型系（裕隆代號YLN-321）上市為止。
東南亞市場方面，馬來西亞及泰國地區的生產期間從1983年一直生產到1996年，也就是第六代B12型系、第七代B13型系在主要產地都停產後，馬來西亞及泰國地區還生產此代車型。
- 日產第五代Sunny B11型系三門掀背車
- 日產第五代Sunny B11型系1.5 GL雙門斜背車（歐洲樣式）
- 日產第五代Sunny B11型系1.5 GL五門旅行車（歐洲樣式）
- 日產第五代Sunny 130四門轎車車尾（馬來西亞樣式）
- 日產第五代SunnyB11型系ZX四門轎車車尾（紐西蘭樣式）
- 裕隆日產速利311 1.3DX

### 第六代B12型系（1985年-1990年）
1985年10月第六代Sunny B12型系正式在日本東京車展發表，繼續採用日產B平臺開發，1986年在北美地區繼續以日產Sentra之名銷售，在港澳地區以日產生力之名銷售，而大洋洲地區從此代車型開始改掛日產的「Nissan」商標銷售，不再使用達特桑商標銷售。此代車系對節約零部件設計製造成本、統一工藝等方面，有不錯的良性表現。
第六代Sunny B12型系提供五種車型：三門掀背、雙門轎車、四門轎車、五門旅行車、雙門運動轎跑車。轎車版的長寬高為4285/1641/1379mm，軸距繼續增長至2431mm。
動力系統方面，第六代Sunny B12型系分別提供1.3L、1.4L、1.5L、1.6L、1.7L、1.8L共六個排氣量引擎，均為直列四缸引擎，此後還加入了渦輪增壓汽油引擎。同時開始提供四輪傳動版本，對於高緯度地區的使用者而言，算是非常友善的舉措。變速系統方面僅提供四速/五速手排和三速自排等三種。
臺灣市場方面，裕隆汽車於1987年正式在臺灣組裝生產第六代Sunny B12型系（裕隆代號YLN-321）。而在臺灣國產化的動力版本則搭配1.3L與1.6L兩種引擎，車身尺寸較前代放大些許，軸距來到2,431mm，並擁有四門轎車與五門旅行車兩種車身款式。從此代車型開始，裕隆汽車將1.3L STD四門轎車及1.3L LB五門旅行車款延續Sunny（速利）之名，主打「「經濟務實」」路線；1.6L車款則是以全新的Sentra（尖兵）之名在臺販售，其中四門轎車共分成GL/SGL/GX三個等級，五門旅行車僅提供ADW等級，並歸類在希望能夠帶來舒適以及更良好的性能，變速系統方面僅提供五速手排和三速自排兩種方式。而裕隆汽車於1988年自北美進口Sentra XE四門轎車噴射引擎版本販售，至於雙門轎車版本則為留學生自辦進口在臺灣使用。
因應中日邦交的正常化，1986年第六代Sunny B12型系開始以日產陽光為名首次外銷到中國大陸市場，在深圳、廣州等地有許多計程車使用了Sunny B12型系四門轎車柴油引擎版本。90年代初期有一些二手的Sunny B12型系出售，日產Sunny車系也由80年代起在中國大陸有了一些名氣，但是此代車型在當時中國大陸銷售的日本進口車中算是售價比較便宜的車型。
- 日產第六代Sunny B12型系1.5L四門轎車車頭
- 日產第六代Sunny B12型系1.5L四門轎車車尾
- 日產第六代Sunny B12型系4WD四門轎車車尾（日本樣式）
- 日產第六代Sunny B12型系NISMO三門掀背車（日本樣式）
- 裕隆日產速利321 1.3L STD四門轎車車頭（臺灣樣式）
- 裕隆日產速利321 1.3L STD四門轎車車尾（臺灣樣式）
- 裕隆日產尖兵321 1.6L ADW五門旅行車車頭（臺灣樣式）
- 裕隆日產尖兵321 1.6L ADW五門旅行車車尾（臺灣樣式）
- 裕隆日產尖兵321 1.6L SGL四門轎車車尾（臺灣樣式）

### 第七代B13型系（1990年-1994年）
1990年，第七代Sunny B13型系正式在日本發售，繼續採用日產B平臺前輪驅動平臺打造，取消四輪驅動車型。在北美地區繼續以日產Sentra之名銷售，在港澳地區繼續以日產生力之名銷售。
從此代車系開始，日本市場僅提供四門轎車版，旅行車版由日產第二代AD Wingroad Y10取代。車體繼續增長那是必須的，長寬高分別為4326/1669/1346mm，軸距2431mm（與前作相同）。外形線條比上一代柔和了許多，內裝簡單，但很好用，恆溫空調、卡帶音響、動力方向盤等都是基本配備。
動力系統方面，第七代Sunny B13型系分別提供1.4L、1.6L、2.0L共三個排氣量引擎，均為直列四缸引擎，其中2.0L採用了全新的雙凸輪軸GA16DE（新EGI）16氣門直列四缸引擎，最大馬力為110PS/6000RPM，最大扭力為14KG-M/4000RPM。變速系統方面，首度導入四速自排變速箱，使得全車系的變速箱序列為四速/五速手排、三速/四速自排。
臺灣市場方面，裕隆汽車於1991年正式在臺灣組裝生產第七代Sunny B13型系（裕隆代號YLN-331），以「新尖兵」（New Sentra）為名正式在臺灣銷售，從此代車系開始「速利」（Sunny）車系名稱走入歷史。車身尺寸再次變更，車長4,326mm、車寬1,669mm，車高下修至1,346mm。當時裕隆汽車為了與全球接軌，放棄使用裕隆廠徽，前方水箱罩掛上「NISSAN」的廠徽及字樣，後廂則是NISSAN廠徽但是寫上Sentra字樣，而該車系也是第一輛使用日產的「NISSAN」廠徽的裕隆製國產車型。
該車外型改採圓潤精緻風格，內裝也一改前代粗糙的印象，提升內裝用料細緻度，使其設計更趨於人性化。全車系皆為前置前驅設定，動力部分則有1.4升、1.6升，同時提供美規進口版本2.0升SE-R雙門轎跑車款在臺灣販售。在當時以1.6為銷售主力，搭載GA16汽門DOHC噴射供油引擎，擁有最大馬力110ps，最大扭力15.0kg-m，可搭配原有的四速/五速手排之外，還加入了四速自排變速箱，在當時也因為該引擎表現的更加有效率且安靜而獲得買家一致好評，也迅速成為臺灣國產中小型房車的大熱門。
- 第七代Sunny B13型系1.3L JX四門轎車車頭（日本前期樣式）
- 第七代Sunny B13型系1.5L Super Saloon四門轎車車尾（日本前期樣式）
- 第七代Sunny B13型系V16四門轎車車頭（智利樣式）
- 第七代Sunny B13型系1.5L EX四門轎車車頭（日本後期樣式）
- 第七代Sunny B13型系1.5L EX四門轎車車尾（日本後期樣式）
- 第七代Sunny B13型系1.5L EX四門轎車車頭（日本後期樣式）
- 第七代Sunny B13型系1.5L EX四門轎車車尾（日本後期樣式）
- 第七代Sunny B13型系1.5L Super Saloon四門轎車車頭（日本後期樣式）
- 第七代Sunny B13型系1.5L Super Saloon四門轎車車尾（日本後期樣式）

### 第八代B14型系（1994年-1998年）
1994年2月，第八代Sunny B14型系正式在日本上市，在北美地區繼續以日產Sentra之名銷售，在港澳地區繼續以日產生力之名銷售。與上一代B13型系一樣，日本市場僅提供四門轎車版，雙門轎跑車版以Lucino為名獨立販售（北美洲市場稱作日產200SX）。外形設計更富現代感，車身線條流暢。配備的提升和舒適性都比上一代增加了許多，而天窗、輔助氣囊（SRS）也開始使用在此代車型上。全車尺寸為：長4295MM、寬1690MM、高1385MM、軸距2535MM、排量為1600CC。動力系統方面，第八代Sunny B14型分別提供1.5L、1.6L、2.0L共三個排氣量引擎，均為直列四缸引擎，其中2.0L採用了與Primera P10型相同的雙凸輪軸SR20DE型16氣門直列四缸引擎，最大馬力為150hp/6400rpm，最大扭力為19.0kgm/4800rpm。變速系統方面僅有四速自排和五速手排兩種方式選配。
在日本國內銷售的型號分為Super Saloon、EX Saloon和FE三種不同配備的型號，Super Saloon車型有四速自排和五速手排變速系統選配，配置也是這三種車型中最高的。EX Saloon車型也有型有四速自排和五速手排變速系統選配，但配備較低。FE車型只有五速手排變速系統選配，配備也是最低的。因為軸距比上一代加長，車內乘坐空間更加舒適。後輪多連杆懸掛系統的採用，使駕駛者在各種路面都能保持穩定性和最佳操控性。由1995年開始，第八代Sunny B14型系在中國開始銷售，當時大部分是由中國大同塞北箭汽車組裝生產的，一直到1997年以後，原裝進口的第八代Sunny B14型系在中國市場的普及率才開始比較多。
- 日產第八代Sunny B14型系1.5L Super Saloon四門轎車車頭（泰國前期樣式）
- 日產第八代Sunny B14型系1.5L Super Saloon四門轎車車尾（泰國前期樣式）
- 日產第八代Sunny B14型系1.5L EX Saloon四門轎車車頭（泰國前期樣式）
- 日產第八代Sunny B14型系1.5L EX Saloon四門轎車車頭（泰國前期樣式）
- 日產第八代Sunny B14型系1.5L EX Saloon四門轎車車尾（日本後期樣式）
- 日產第八代Sunny B14型系1.6L Super Saloon四門轎車車頭（泰國後期樣式）
- 日產第八代Sunny B14型系1.6L Super Saloon四門轎車車尾（泰國後期樣式）
- 日產第八代Sunny B14型系1.6L Super Saloon四門轎車車頭（日本後期樣式）
- 日產第八代Sunny B14型系1.6L Super Saloon四門轎車車尾（日本後期樣式）
- 日產Lucino B14型系雙門轎跑車車頭（日本樣式）
- 日產Lucino B14型系雙門轎跑車車尾（日本樣式）

#### 臺灣裕隆Sunny B14型
臺灣市場方面，裕隆汽車於1995年正式在臺灣組裝生產第八代Sunny B14型系（裕隆代號YLN-341），以「全新尖兵」（All New Sentra）為名正式在臺灣銷售，憑著優異的新舒適工學，搭配經典的「新好男人」廣告詞，在臺灣日系國產中小型房車市場掀起一陣旋風。而在臺灣國產化版本的動力系統部分則以1.6升為銷售主力。透過日產的CVTC可變汽門正時系統、以及標配四速自排變速系統，並首度配備防鎖死剎車系統（ABS），為國產房車訂下安全新標竿。在車身造型、內裝及配備部分，則是更加精緻與完整化，使該車系更加豪華便利。此外，該車系使用更長的軸距來創造更大的車室空間。後懸吊系統從原先的獨立式改為QT懸吊的配置，強化乘客在乘坐時的舒適與穩定性。當時All New Sentra承接前兩代（321車系與331車系）在臺灣所創下14萬的銷售佳績，成為新一代臺灣汽車市場銷售冠軍，並引領後續1990年代所興盛的國產車配備大戰。
1996年11月，裕隆汽車針對第八代Sunny B14型系進行第一次小改款，以Sentra CE為名在臺灣市場銷售，該車系為裕隆汽車向日產日本母廠爭取自主設計許可，首度跳脫日規所擁有的風格，加入了許多在地化的設計，外型部分，使用直瀑式鍍鉻水箱罩與紅白尾燈組，並加大車尾寬度，內裝則是以典雅溫馨的米黑雙色做鋪陳，並加入了全車抗菌處理、UV Cut抗紫外線玻璃、空氣清淨機、以及電動護腰器等，強調其所想主打的「健康新概念」，搭配上精心設計的木紋飾板及CD音響、優質皮椅等配備，使其更貼近一般小家庭的需求。
1998年，裕隆汽車針對第八代Sunny B14型系進行第二次小改款，以Sentra HV為名在臺灣市場銷售，該車系可說是Sunny B14車系的產品末期車款，由於Sentra CE的成功案例展現了裕隆汽車設計團隊的能力，因此Sentra HV依然為國人自行改良設計的車款，該車款以高價值房車為訴求，除內裝環景式氣派設計並搭配榆木飾板及米/褐雙色調內裝外，在配備上，冰箱、手動遮陽簾、電動天窗、恆溫空調、Audio Phone智慧型通訊系統，都列入Sentra HV的配備中，更於安全配備上加入了煞車力道輔助（BAS）與輔助氣囊（SRS），使安全性更升級。 1995年至2000年，第八代Sunny B14型系以平均月銷量2,000輛，總銷量約13萬輛。
- 日產Sentra B14型系CE 1.6 L XTA四門轎車車頭（臺灣樣式）
- 日產Sentra B14型系CE 1.6 L XTA四門轎車車尾（臺灣樣式）
- 日產Sentra B14型系HV 1.6 L GTA四門轎車車頭（臺灣樣式）
- 日產Sentra B14型系HV 1.6 L GTA四門轎車車尾（臺灣樣式）

### 第九代B15型系（1998年-2004年）
1998年10月，第九代Sunny B15型系在日本及大洋洲上市，採用日產MS平台開發，與前兩代車系一樣，日本市場僅提供四門轎車版。由於日產與雷諾汽車聯盟的建立，外觀設計變得比較樸實，更加趨於現代化。從此代車系開始，日產公司開始改變策略，使Sunny車系更傾向於各國不同的地方色彩，如中國大陸、港澳、東南亞地區銷售的Sunny及北美版Sentra都有不同的外觀。
日本市場的動力系統有五個版本，計有1.3 L直列四缸QG13DE型引擎（87匹馬力）、1.5 L直列四缸QG15DE型引擎（105匹馬力）、1.6 L直列四缸SR20DE型引擎（175匹馬力）、1.8 L直列四缸QG18DD型引擎（130匹馬力）以及2.2 L直列四缸YD22DD型柴油引擎。其中1.8 L直列四缸QG18DD型引擎是採用NEO-Di汽油缸內直噴技術，使得這具引擎在油耗上以及污染上有相當傑出的表現。變速系統方面除了四速自排及五速手排之外，首度加入日產獨家研發的Hyper CVT無段變速系統（僅限1.8L車型）。
2004年10月，日產宣佈Sunny系列於日本停售，日本市場後繼車為Tiida C11型系及Bluebird Sylphy G11型系。
- 第九代Sunny B15型系FE四門轎車車頭（日本前期樣式）
- 第九代Sunny B15型系FE四門轎車車尾（日本前期樣式）
- 第九代Sunny B15型系EX Saloon四門轎車車尾（日本前期樣式）
- 第九代Sunny B15型系1.5L 四門轎車車頭（紐西蘭後期樣式）